# Бельцони, Джованни Баттиста
Джова́нни Батти́ста Бельцо́ни (итал. Giovanni Battista Belzoni; 15 ноября 1778, Падуя — 3 декабря 1823, Гато, ныне — Уготон, штат Эдо, Нигерия) — итальянский путешественник и авантюрист, стоявший у истоков создания крупных коллекций египетского искусства в Западной Европе. Несмотря на то, что он не являлся учёным, «Национальный биографический словарь» ставит его имя в число первооткрывателей культуры Древнего Египта. Благодаря высокому росту и физической силе известен также как «Великий Бельцони» (англ. Great Belzoni, итал. Il Grande Belzoni).
Родом из семейства падуанского цирюльника, в 1803 году переселился в Великобританию, где выступал силачом в цирковой труппе; занимался конструированием гидравлических приспособлений для шоу. В период наполеоновских войн с цирком странствовал по Южной Европе. Далее Бельцони попытался сделать карьеру на Востоке, и в 1816 году был нанят Генри Солтом для перевозки крупной статуи из Луксора. Поднявшись вверх по Нилу в 1817 году, Бельцони впервые раскопал храмы Абу-Симбела. Попутно он вступил в контакт с расхитителями гробниц из Курны и Карнака и смог приобрести несколько десятков неповреждённых статуй, сосудов, папирусов и мумий. В Долине Царей Бельцони открыл гробницы Сети I и Эйе. В 1818 году он впервые со времён Средневековья посетил погребальную камеру пирамиды Хефрена. В 1819 году Бельцони побывал на побережье Красного моря и в оазисах Ливийской пустыни. Из-за конфликта с Бернардино Дроветти Бельцони с женой-англичанкой вынужден был покинуть Египет. Из собранных им предметов Бельцони организовал большую выставку древнеегипетского искусства в Лондоне в мае 1821 года. В 1822 году он также посетил Россию и Данию, а во Франции сотрудничал с молодым Шампольоном. В 1823 году Бельцони отправился в Тимбукту и далее — на поиски истоков реки Нигер и, не достигнув цели, скончался от дизентерии.
В современной историографии к Дж. Бельцони сохраняется двойственное отношение. С одной стороны, он участвовал в конкурентной борьбе за египетские памятники, которые скупали иностранцы и вывозили за пределы страны. Однако именно Бельцони первым стал систематически описывать и зарисовывать произведения египетского искусства. Его находки составили основу коллекций Британского музея, Туринского музея, Лувра, музеев Дорсета и Падуи. Также он был первым человеком, который проводил систематические раскопки в Гизе, Карнаке и Абу-Симбеле, отличаясь приемлемым для своего времени научным уровнем и осторожностью в датировках. Был награждён почётными медалями в Великобритании и в родном городе Падуя. Современное издание описания его путешествий увидело свет в 2001 году под редакцией Альберто Силиотти.

## Ранние годы (1778—1803)
Джованни Баттиста родился в Падуе 5 ноября 1778 года и был старшим сыном в семье цирюльника Джакомо Бельцони. Город тогда был частью владений Венецианской республики, само семейство Бельцони происходило из Рима. В семье было ещё три брата — Антонио, Доменико и Франческо, однако Джованни Баттиста выделялся с раннего детства. Прежде всего, он был выше сверстников на голову, а повзрослев, для той эпохи считался настоящим гигантом. При этом он отличался соразмерным и атлетическим сложением и красивой внешностью, а также отличными умственными способностями. Братья немногим уступали ему в росте и атлетизме; современники утверждали, что этим они пошли в мать — Терезу (урождённую Пивато), — которую описывали как «отличавшуюся силой и сложением напоминающей статую». О росте Бельцони в зрелые годы существовали разные мнения, один из журналистов даже утверждал, что его рост составлял 7 футов (2 м 10 см), но это, несомненно, преувеличение. В сохранившемся испанском паспорте 1812 года указано, что рост его «превышал 6 футов» (180 см).
О ранних годах Бельцони почти ничего не известно. В кратком предисловии к описанию своих путешествий, вышедшем в Лондоне, 37 лет своей жизни он уместил в четырёх предложениях. Судя по немногим косвенным данным, семейство было дружным. Мать при этом постоянно страдала головными болями. Цирюльня Бельцони располагалась в районе Санта-Мария, недалеко от канала в Венецианскую лагуну на улице Паолотти, ныне носящей имя Бельцони. Место было оживлённым, лавка процветала, поэтому все братья перенимали отцовское ремесло. До 13 лет Бельцони не покидал родного города, однако в 1791 году отец повёз сыновей на горячие воды Ортоне; это совпало с чтением «Робинзона Крузо» и породило в юноше неодолимое желание расстаться с привычной жизнью. Через несколько дней он с братом Антонио бежал из дома, добрался до Феррары, но в силу безденежья братья были вынуждены вернуться. Тем не менее, достигнув 16-летия, Джован Баттиста убедил отца позволить получить образование — в те времена исключительно духовное — и в 1794 году отправился в Рим. По мнению Стенли Мейеса, амбиции Бельцони были выше его реальных возможностей. В частности, он так и не овладел толком орфографией как итальянского, так и английского языков. В то же время у него несомненно был талант к механике, гидравлике и вообще техническим дисциплинам. Согласно Айвору Ноэль Хьюму, он мог бы гораздо больше преуспеть в коммерческой школе.
О жизни Бельцони до того, как он добрался до Англии (между 1800—1803 годами), известно очень мало. Позднее он утверждал, что изучал в Риме гидравлику, что, вероятно, означает, что он поддерживал работоспособность римских фонтанов. Другая легенда гласила, что когда французы вошли в Рим (в 1798 году), Бельцони поручили выкопать колодец, что он с успехом и проделал. Вероятно, он хотел вступить в Орден капуцинов, однако эту легенду биографы подвергают сомнению, поскольку столь активный человек, как Бельцони, вряд ли нашёл бы себя в монастыре. Возможно, что он пытался таким образом скрыться от мобилизации. Никаких документальных свидетельств о его монашестве не сохранилось. По сообщению лично знавшего его английского журналиста Реддинга, Джован Баттиста Бельцони побывал в Париже, далее вернулся в отчий дом, и вместе с братом Франческо отправился в Нидерланды, где рассчитывал на карьеру инженера-гидравлика. Согласно Марко Дзаттерину, пребывание в Падуе оказалось кратким, далее Бельцони некоторое время работал на каналах Венеции, и около 1801 года завербовался в армию в Ганновере. После Амьенского мира он оказался в Амстердаме, где рассчитывал найти работу. Сохранилось его письмо от ноября 1802 года, в котором Бельцони свидетельствовал, что перенёс тяжёлую болезнь, однако был полон оптимизма и призывал братьев присоединиться к нему. Впрочем, в следующем послании он заявлял, что перебирается в Лондон. Вероятно, это произошло потому, что после 1802 года британские джентльмены возобновили традиционный для их круга Grand Tour по Франции и Италии; братья Бельцони могли прийти к выводу, что в спокойной и богатой Англии они будут востребованы как инженеры или в ином качестве.

## Цирковой атлет (1803—1815)

### Дебют
Практически сразу после переезда в Лондон братья Бельцони заключили контракт с цирковым антрепренёром Чарльзом Дибдином-младшим. Вероятно, они познакомились в Амстердаме, поскольку крайне маловероятно, чтобы Джованни Баттиста и Франческо рассчитывали с нуля пробиться в столице Англии без рекомендаций или каких-либо перспектив. Из письма родителям от ноября 1802 года следует, что братья работали в порту или на рынке; вероятно, они могли быть заняты не только в коммерции, но и в ярмарочных увеселениях. В конце зимы 1803 года Ч. Дибдин стал акционером и управляющим театра «Садлерс Уэллс», в котором поставил более 200 спектаклей — почти все успешные. Дибдин оценил таланты итальянских комедиантов, и ставил не только лёгкие пьесы, но и различные шоу, в которых публику привлекали пиротехнические или гидравлические спецэффекты. У Дибдина выступал знаменитый клоун Джузеппе Гримальди (его биографию написал Диккенс) и акробат Джек Болонья. Возможно, что Бельцони свёл с Дибдином некий Морелли — маклер из итальянского землячества в Лондоне. Уже летом 1803 года афиши с именем гиганта Бельцони рекламировали очередное представление; чтобы не смущать ксенофобски настроенную британскую публику, фамилию пришлось упростить: Bòlson. Дибдин не был чужд культуре и дружил с сотрудником Британского музея преподобным Томасом Морисом, который иногда подавал ему идеи для шоу; иногда афиши печатались на греческом или арабском языках. Видимо, подобным образом появилась идея представить Джован Баттисту Бельцони как «Патагонского Самсона».
В общем, данные об участии Бельцони в шоу скудны, поскольку сам он впоследствии стыдился этого занятия; его переписка тех лет не сохранилась. В мемуарах Дибдина, опубликованных в 1826 году, сообщается, что он нанял итальянца как грузчика в труппе и силача на арене. Убедившись в наличии у него актёрского дара, Дибдин занял Бельцони в ролях великана, предводителя людоедского племени, лесного дикаря, и т. д. Поскольку он говорил по-английски с сильным акцентом, для простой публики это добавляло достоверности. 15-летний Франческо был нанят ковёрным клоуном, но его имя на афишах не печатали. Дебют состоялся в первый понедельник после Пасхи — 11 апреля 1803 года; шоу длилось около пяти часов (публику пускали в театр за час до начала), сидячее место стоило 4 шиллинга, стоячее — два, а место в галёрке в последний час — за полцены. Для поднятия настроения публике подавали белое или красное вино по шиллингу за пинту. Айвор Ноэль Хьюм полагал, что не следует рассматривать карьеру Бельцони в Англии по аналогии с образом Эмиля Янингса в фильме «Голубой ангел», поскольку он был в первую очередь прагматиком и стремился побольше заработать и адаптироваться в новой для себя стране и культуре. Самым эффектным номером Бельцони была человеческая пирамида, когда на него цепляли железную раму в виде канделябра, куда забиралось до 12 членов труппы: публику поражало, как атлет без видимых усилий держал на себе людей суммарным весом в три четверти тонны и обходил с этим грузом арену, держа в руках флаг. Сохранилась примитивистская акварель некоего Ричарда Нормана, на которой запечатлён номер Бельцони. Силач был изображён держащим 11 униформистов в восточных костюмах.
Несмотря на многообещающий дебют, через три месяца выступлений братья Бельцони расторгли контракт с Дибдином. Причины этого неизвестны. Известно, что с 23 августа по 3 сентября 1803 года Бельцони в образе Патагонского Самсона развлекал публику на знаменитой ярмарке Сент-Бартоломью в Смитфилде; его человеческую пирамиду запечатлел Крукшанк. После окончания ярмарки итальянец ездил по торжищам всей страны, добравшись до Эдинбурга. Выступая в лондонском Королевском Театре 9 января (или — по другим данным — 26 декабря) 1804 года, Бельцони представил новое представление с подсвеченными фонтанами, для которого сам спроектировал и построил гидравлические приспособления.

### Женитьба
В автобиографическом очерке Бельцони с предельной лаконичностью сообщал, что женился вскоре после переезда в Англию. Его жена — Сара — во многих отношениях была особой, опередившей своё время или, во всяком случае, не вписывающейся в обиходные представления о георгианской эпохе. Не существует никаких свидетельств о её происхождении и времени и обстоятельствах встречи с Джованни Баттистой. Сильно разнятся даже описания её внешности: в Dictionary of National Biography она описана как «достойная пара своему супругу» и обладательница «пропорций амазонки». Чарльз Диккенс, встречавшийся с Сарой Бельцони в 1851 году, напротив, описывал её как «изящную даму». Он же утверждал, что знакомство произошло во время выступления Бельцони в Эдинбурге, там же пару встретил Генри Солт, который устроил ангажемент, позволивший заключить брак. С тех пор в представлении с пирамидой Сара в костюме Купидона венчала конструкцию и размахивала красным флагом. Однако эти сведения недостоверны, поскольку в эдинбургском цирке Астли Бельцони работал три недели в 1805 году, а Солт в 1802—1806 годах вообще находился за пределами Британии.
К моменту замужества Саре было около 20 лет и она полностью сформировалась как личность. Судя по описаниям, она не проявляла маскулинных черт, несмотря на то, что полностью разделяла с Бельцони все тяготы кочевой жизни циркового артиста, а затем и путешественника по отдалённым странам. Она неизменно проявляла интерес к психологии и семейной жизни женщин Палестины и Египта и легко налаживала контакт с арабскими женщинами, несмотря на плохое знание языка. Согласно описанию Сайруса Реддинга, Сара ничем не выделялась среди английских простолюдинок, если не считать природного ума и роста несколько выше среднего. Девичья фамилия Сары дискутируется: Бэрри или Бэнни (Barre или Banne). Иногда упоминается, что она была ирландкой или, во всяком случае, встретилась с Джованни в Ирландии, но всё это совершенно непроверяемые сведения.

### Артистические странствия
Следующие десять лет жизни четы Бельцони прошли в почти непрерывных гастролях по Англии и континентальной Европе, хотя из хронологии зачастую выпадают месяцы, а иногда и годы. В апреле 1804 года Бельцони играл «Дикаря-медведя» в комедии Дибдина, поставленной в Ковент-Гардене, а затем делал гидравлические приспособления для другой постановки. В 1805 году он вновь представлял вождя индейцев в цирке Астли в Лондоне. Примерно с этого же времени в рекламе его начинают именовать «Великим Бельцони». Случайно сохранилось письмо Джованни, адресованное отцу, от 28 февраля 1806 года. В этом послании он сетовал на то, что давно не получал новостей о родителях и призывал проклятья на головы австрийских оккупантов. По некоторым сведениям, в 1808 году он пытался наняться в Ост-Индскую компанию на должность инженера-гидравлика в Моху. В том же году он вновь выступал на ярмарке Сент-Бартоломью, а в 1809 году гастролировал в Дублине. Для Дублина он спроектировал «Гидравлический храм», который и в дальнейшем был гвоздём его программы. В 1810 состоялись гастроли в Эдинбурге и Перте в шоу Дибдина; к тому времени Бельцони уже был опытным шоуменом и улучшил навыки разговорного английского языка. Гастроли продолжились в Абердине, Монтрозе и Данди. Тогда же произошла встреча с четой Сиддонс, причём Генри Сиддонс — глава Шекспировской компании и управляющий Эдинбургским театром — предложил Бельцони роль Макбета. Однако результаты этого эксперимента неизвестны: по словам Марко Дзатеррина, если «физически он годился для этой роли, то актёрские данные могли оскорбить Барда». Иными словами, шекспировская пьеса была переделана в бурлеск. В Плимуте Бельцони впервые встретился с Сайрусом Реддингом, который тогда возглавлял одну из местных газет.
О жизни Бельцони в 1811 году не известно вообще ничего. Вновь его имя в газетах появляется в феврале 1812 года во время гастролей в Корке: реклама обещала представление с отрезанием головы человека и возвращением её на место. К тому времени, по словам С. Мейеса, Бельцони, вероятно, стало тесно на Британских островах: освобождение Испании от наполеоновского владычества было достойным поводом для гастролей по Европе. В автобиографии Бельцони кратко констатировал, что из Ирландии отплыл с женой в Португалию, Испанию и на Мальту, где и началась его египетская эпопея. О своих артистических занятиях он не упоминал вовсе. Предположительно большую часть 1812 года Бельцони провёл на Пиренейском полуострове. На Пасху он прибыл на военном транспорте в Лиссабон, где получил ангажемент в театре Сан-Карлос. Важным документом является паспорт, выписанный Бельцони 12 декабря 1812 года в Кадисе, он позволял выступать в Гибралтаре, а отметка от 27 января 1813 года свидетельствует о посещении Малаги. Этот документ был выявлен и опубликован профессором Луиджи Гауденцио в 1936 году. В паспорте не упоминается Сара Бельцони, из чего биографы делали вывод, что Джованни Баттиста оставил её в Англии или в Португалии, из-за того, что война на континенте далеко не закончилась. Во всяком случае, 22 февраля 1813 года Бельцони выступал в таверне «Синий кабан» в Оксфорде, то есть его гастроли продолжались самое большее 10 или 11 месяцев. После этого выступления в биографии Бельцони следует очередной длительный пробел.
Следующим документальным свидетельством является паспорт, выписанный 17 марта 1814 года. Здесь неверно указан возраст (32 года вместо 35), Бельцони назван уроженцем Рима, а в графе «род занятий» значится — «механик и изобретатель». В ноябре 1814 года Бельцони обнаружился в Мессине, откуда отправил письмо родителям, датированное 26 ноября — спустя три недели после собственного 36-летия. Из него следует, что ранее Джован Баттиста выступал в Мадриде и Барселоне, а далее планировал следовать до Мальты и Константинополя. Брата Франческо он отправил домой в Падую. Он также писал, что рад известиям о рождении у брата Антонио первенца — после десяти лет брака, и добавлял, что сам женат уже 12 лет, но не планирует иметь детей, поскольку они станут «препятствием для путешествий». Марко Дзатеррин считал, что это свидетельствует о продолжении карьеры циркового мага, который использовал механические приспособления.
На Рождество 1814 года чета Бельцони прибыла в Валлетту. В этот период ничто не указывало на то, что Джованни Баттиста или Сара испытывали хотя бы малейший интерес к Египту.

## Поворот жизненного пути (1815—1816)

### Мальта
Стенли Мейес отмечал, что во всех сохранившихся письмах Бельцони не было и следов тоски по родине или ностальгии, что не исключало негодования по поводу австрийской оккупации Падуи и Венеции. Однако его визит на Мальту пришёлся не в лучшее время для этого острова: между маем 1813 и январём 1814 года произошли две сильнейшие вспышки бубонной чумы. Архипелаг был опустошён, торговля почти замерла. Поэтому остров мог стать только перевалочной базой на пути в турецкую столицу, где Бельцони рассчитывал обрести состоятельную аудиторию. Тем не менее чета Бельцони пробыла в Валлетте около полугода. Возможно, это указывало на отсутствие определённых планов в жизни. Вдобавок, Бельцони, вероятно, уже не мог выдерживать представления с человеческой пирамидой и рассчитывал на карьеру механика и гидравлика. Судьбоносной для Джованни Баттисты оказалась встреча с Измаилом Гибралтаром — албанцем по происхождению, который являлся агентом египетского паши Мухаммеда Али. Предпринимая усилия по созданию самостоятельного египетского государства, Мухаммед Али стремился создать собственную индустрию, для нужд которой нанимал в Европе специалистов по производству и технике. Поскольку египетская экономика во всех отношениях зависела от ирригации, Бельцони мог вообразить, что ему представился уникальный шанс реализовать мечту всей жизни. 19 марта 1815 года датирован британский паспорт, выписанный на Джованни и Сару Бельцони. В паспорте было указано, что они здоровы, а во время их нахождения на Мальте отсутствовали чумные или иные заразные заболевания. Бельцони так же, как и в мессинском паспорте, именовался уроженцем Рима, а возраст указан на четыре года меньше. Чету сопровождал ирландец-слуга Джеймс Кёртин, которому было 19 лет. Они отплыли в Александрию на бриге «Бениньо» под командой Пьетро Паче 19 мая 1815 года.

### Александрия — Каир
После трёхнедельного плавания, проходившего без всяких происшествий, «Бениньо» 9 июня 1815 года вошёл в Александрийскую гавань. Бельцони обдумывал проекты строительства водоподъёмных машин с минимальными усилиями и расходом материалов. Оказалось, что на берегу свирепствует чумная эпидемия, и супруги Бельцони перебрались во французский квартал, где до 24-го числа пребывали в карантине. Далее предстояло найти работу. Получить рекомендации проще всего было у дипломатических представителей. Британский консул полковник Миссет был тяжело болен и ожидал окончания службы, с начала 1816 года его должен был сменить Генри Солт. Французским представителем был энергичный пьемонтец Бернардино Дроветти. Их отношения воспроизводили в миниатюре франко-британское соперничество в Европе. После падения наполеоновской империи Дроветти вернул себе сардинское подданство и утратил официальный статус, но его влияние на Мухаммеда Али было значительным. Положение Бельцони оказывалось уникальным: с одной стороны, за три года до описываемых событий Миссет добился изготовления для Мухаммеда Али гидравлической машины — мощного парового насоса, который должен был продемонстрировать выгоды египетско-британского союза. Однако из-за войны с ваххабитами паша отложил испытания. Машина лежала на складе и предполагалось вернуть её изготовителю: Миссет больше доверял технике, приводимой в движение лошадьми; вдобавок, не находилось опытного инженера-наладчика. Бельцони, не найдя с консулом общего языка, отправился к Дроветти, с которым, вдобавок, мог общаться по-итальянски. Результат воспоследовал немедленно: получив все необходимые рекомендации, уже 1 июля Бельцони нанял парусную лодку с каютой и отбыл с женой в Каир. Наём лодки с провиантом и двумя слугами обошёлся в 225 пиастров (менее 6 фунтов стерлингов). С лодкой помог стажёр британского Министерства иностранных дел Уильям Тёрнер, который владел итальянским и греческим языками и переписывался с Байроном. Бельцони убедил его, что является опытным инженером, который занимался этим делом 12 последних лет.
В Розетте Бельцони впервые увидел норию — египетское водоподъёмное колесо, изготовленное целиком из дерева, ось которого не смазывалась и издавала весьма своеобразный скрип. Был разгар лета и Нил сильно обмелел, приходилось нанимать бурлаков, чтобы вытащить лодку с грязевых отмелей. Путешественников одолевала жара и насекомые, причём если мужчины могли купаться, то Саре Бельцони приходилось только терпеть. После пяти дней пути, 6 июля Бельцони и сопровождавший их Тёрнер высадились в Булаке — предместье Каира. Тёрнеру приготовили келью в монастыре (ему предстояла аудиенция у Патриарха Александрийского), но монахи не могли пустить к себе женщину. Однако проблема разрешилась быстро: чету принял в свой дом в Булаке министр внешних сношений и торговли Юсуф Богос-бей — армянин по происхождению. Он был родом из Смирны, владел итальянским и французским языками. Впрочем, предоставленные покои были почти лишены мебели, а окна — стёкол. Тёрнер, однако, охотно обедал у Богоса, поскольку у него была европейская кухня. Аудиенцию у Мухаммеда Али-паши назначили на 15 июля; пока шло ожидание, Бельцони и Тёрнер ходили по Каиру, отмечая разруху и упадок города, пережившего гражданскую войну турок и мамлюков, а также чумную эпидемию. Тёрнер организовал поездку к пирамидам, что было крайне рискованным предприятием — Гиза изобиловала разбойниками-бедуинами, вдобавок, пищу, воду и палатки нужно было везти с собой. Охрану (трёх солдат-турок и офицера) и припасы предоставил Богос-бей, как и ишаков и гида-армянина; из соображений безопасности Сару Бельцони оставили дома. С собой взяли и мистера Олмарка — инженера, нанятого для испытаний гидравлической машины. Переход по пустыне организовали ночью, а наутро Бельцони и Тёрнер начали подъём на вершину Великой пирамиды. Когда наступила жара, они обследовали внутренние камеры. Далее путники осмотрели Великого Сфинкса, который тогда почти весь был занесён песком. В общем, как предполагал С. Мейес, Бельцони всё ещё вёл себя как турист, и ничто не предвещало его занятий археологией. В дневнике его много места занимали вопросы, каким образом египтяне передвигали столь большие глыбы, и рассуждения о том, как раскрыть этот секрет. У Богоса 13 июля Бельцони познакомился со швейцарцем Иоганном Буркхардтом, принявшим ислам под именем Ибрагим ибн Абдаллах, — первооткрывателем Петры и Абу-Симбела.

### Мухаммед Али Египетский и гидравлическая машина
Аудиенция у Мухаммеда Али, назначенная на субботу 15 июля 1815 года, сорвалась: когда Тёрнер и Бельцони ехали на ослах в Каирскую цитадель, на них напал воин-турок и поранил итальянца. До излечения Богос-бей отправил его в коптский монастырь, а Сара и слуга Джеймс оставались на постое у министра. Тёрнер, побывав на неудачном запуске парового насоса, отправился на Синай в монастырь Святой Екатерины. Судя по письму Дроветти, падуанец был удостоен аудиенции 2 августа, принят милостиво и заинтересовал пашу своим проектом улучшения египетского орошения. Однако на следующий день произошло восстание турецкого гарнизона в Каире. Бельцони был ограблен, потеряв осла, часы и кошелёк, а также заколку для галстука с белым топазом. Однако он не захотел остаться в европейском квартале под охраной, ибо беспокоился о жене. После подавления восстания Бельцони разместили в губернаторской резиденции в Шубре, где он занялся устройством и монтажом своей гидравлической машины в местных садах. До окончания работ ему платили 100 пиастров в месяц. После возвращения Тёрнера, Бельцони и инженер Олмарк собрались в Саккару и Дахшур, где осмотрели древнейшие пирамиды Египта. На этот раз их сопровождала и Сара. В Дахшуре арабские проводники хотели заманить их на вершину пирамиды, где, якобы был вход вовнутрь. Однако путешественники поняли, что их хотят задержать в деревне ради бакшиша, и избили своего чичероне. После возвращения Бельцони заинтересовал собой губернатора Шубры — мамлюка Джульфура Каркая, который был одним из немногих представителей старой аристократии, сохранивших свой пост. Это произошло оттого, что пожилой губернатор занемог, а до ближайшего врача в Каире было несколько миль. Сара Бельцони за неделю восстановила его припарками, специями и тёплым вином.
Сады Шубры иногда посещал и Мухаммед Али, где развлекался стрельбой по горшкам и тарелкам. Бельцони периодически общался с членами его свиты. С этим связан курьёзный эпизод, описанный в послании к Дроветти. Однажды Мухаммед Али захотел испытать одну из двух имевшихся у него гальванических машин, но никто не смог её наладить — даже армянский врач. Бельцони запустил машину и испытал её на охраннике-турке, причём паша никак не мог поверить, что вольтова дуга может причинять боль человеку; он решил, что это фокус. Тогда Бельцони рискнул предложить испытать действие электричества на самом Мухаммеде Али, тот согласился. Получив разряд, паша подпрыгнул, но затем много смеялся и никак не мог понять, как машина может воздействовать на человеческое тело. В известной степени, этот эпизод был связан с цирковой карьерой Бельцони, однако он явно не хотел вспоминать былые навыки и позиционировал себя как серьёзного специалиста. Тем не менее, когда чету Бельцони пригласили на свадьбу, описание церемонии и последовавших развлечений явно сделано профессионалом, который разбирается во всех хитросплетениях пантомимы, танцев, и прочего.
Только весной 1816 года Мухаммед Али вернулся в Шубру к проекту гидравлической машины. К тому времени Бельцони потерял связь с Богос-пашой, и жаловался Дроветти, что губернатору-мамлюку не интересна техника, а местные жители опасаются западных изобретений. Точная дата испытаний неизвестна: по косвенным данным, они состоялись в июне 1816 года. В присутствии Мухаммед Али-паши водоподъёмное колесо Бельцони накачало в арыки сада эль-Эзбекия столько же воды, сколько четыре нории традиционной конструкции; приводилась машина в движение единственным быком. По собственному описанию Джованни Баттисты, присутствовавшие арабы и турки были недовольны, поскольку сочли, что машина лишит работы погонщиков и животных. Однако, поскольку колесо было построено из некачественных материалов, произошло крушение, во время которого слуга-ирландец Джеймс покалечился — сломал бедро. На этом завершилась карьера Бельцони — гидравлика.

### Генри Солт и «колосс Мемнона»

#### Предыстория
В марте 1816 года в Александрию прибыл новый генеральный консул Британии — Генри Солт, интерес которого к древностям Африки имел довольно длительную историю. Ещё в 1804 году он добрался до руин Аксума в Эфиопии и получил известность своими пейзажами. В 1809 году он был командирован в Эфиопию во второй раз. Главным его достижением был перенос консульства в Каир, благодаря близости к Мухаммеду Али его личный статус приближался к посольскому. Бельцони к лету 1816 года находился на перепутье: проект гидравлической машины провалился, денег было в обрез, и надо было решаться ехать в Константинополь (неважно, в качестве инженера или циркача) или искать другие пути заработка в Египте. Как раз тогда Солт прибыл в Булак и остановился в том же доме Богос-паши, в котором чета Бельцони обитала годом ранее. Солт, имея авантюрный склад характера (который парадоксально чередовался с периодами депрессии), был вынужден искать средства для содержания консульства, поскольку из Лондона они перечислялись нерегулярно. Жалованье Солта составляло 1500 фунтов стерлингов в год, тогда как расходы в Каире — 1700, да ещё и переезд консульства потребовал двух тысяч. В условиях египтомании вполне очевидным путём заработка была торговля древностями. Сэр Джозеф Банкс — глава попечительского совета Британского музея — призывал Солта по возможности пополнять его коллекции.
Дальнейшее развитие событий известно в двух версиях. По Бельцони, идею с раскопками в пустыне и вывоза гигантской головы «Мемнона» в окрестностях древних Фив ему подсказал Буркхардт, тогда как секретарь Солта — грек Яннис Афанасиос (негативно настроенный к итальянцу) — утверждал, что Бельцони вконец обнищал и жена его была больна. Тогда не было уверенности, кого изображал монумент — Страбон считал его царём эфиопов Мемноном, тогда как Диодор Сицилийский — Озимандисом, что соответствовало действительности. Буркхардт узнал от крестьян Курны, что французы, ранее посетившие эти места, планировали увезти статую с собой, и даже просверлили отверстие в груди для того, чтобы пропустить канат. Буркхард зимой 1815—1816 года попытался заинтересовать этим проектом Уильяма Бэнкса — друга Байрона (и члена Парламента от графства Дорсет), но безуспешно. 28 июня 1816 года инженер Бельцони получил официальное письмо Солта, в котором ему предписывалось отправиться в Фивы и вывезти откуда циклопическую голову для «Английской короны и Британского музея». Примечательно, что в опубликованной книге о своих путешествиях Бельцони пытался доказать, что действовал самостоятельно и не был связан с Солтом субординацией или в финансовом отношении. Стенли Мейес называл это «наивными уловками». На самом деле итальянец получил 1000 пиастров на дорожные расходы (25 фунтов стерлингов), но в их договорённости не было понятно, кто оплатит доставленную голову и кому она будет принадлежать — Солту лично или музею, или третьему лицу. Лорд Маунтноррис оценивал стоимость колосса примерно в три — четыре тысячи фунтов.

#### Экспедиция в Луксор
Бельцони потребовалось два дня на сборы: Буркхардт писал в частном письме, что в Булаке он нанял крупную лодку с каютой, и погрузил на неё канаты, 14 длинных брусьев и четыре бревна финиковой пальмы. Египетская команда составила шесть человек, Джованни Баттиста взял с собой Сару и покалеченного Джеймса Кёртина. Для общения с местными жителями наняли копта-переводчика, который когда-то служил в наполеоновской армии; его слабостью была выпивка. По Нилу пустились вечером воскресенья 30 июля, по пути миновав руины Антинополиса и Гермополиса. 5 июля в Манфалуте Бельцони удостоился аудиенции наместника Верхнего Египта Ибрагим-паши (тот направлялся в Каир), который благосклонно принял рекомендации Солта и разрешил пребывание экспедиции в Асьюте. Раздражение и Солта, и Бельцони вызвало то, что при паше находился Дроветти, который весьма болезненно воспринял миссию падуанца. Впрочем, личные отношения двух итальянцев были вполне добрыми: Дроветти бесплатно предложил Бельцони гранитный саркофаг в Курне, который так и не смог вытащить из песков. Во время ожидания аудиенции у дефтадара — финансового уполномоченного Асьюта, Бельцони осмотрел руины древнего Ликополя. Действительность была гораздо более мрачной: падуанец писал о кастрации мальчиков, доставленных караванами работорговцев из Судана, и о том, сколько их умирало от последствий, а также о зверских расправах наследника египетского трона над местными арабами.
18 июля партия Бельцони посетила Дендеру, причём вечером они наблюдали необычайно яркий болид, который все сочли добрым предзнаменованием. Весь день Бельцони осматривал и описывал храм Хатхор, составив точный план с обмерами. В Луксор прибыли 22 июля, сразу заметив Колоссы Мемнона. В тот же день Бельцони осмотрел голову, которую должен был извлечь из песков, и сразу занялся логистикой предприятия. Они с Сарой поселились в хижине, наскоро построенной прямо на месте работ, и узнали у местных жителей, что через месяц настанет разлив Нила, который дойдёт прямо до подножья древних руин: следовало торопиться. Тяжелее всего было договориться с местными властями: несмотря на фирман дефтадара Аьсюта, местный губернатор и главнокомандующий ссылались на наступающий Рамадан и необходимость сева на полях паши, что делало невозможным наём рабочих. Вскоре оказалось, что главным препятствием был албанец-полковник (каймакам), который добывал древности для Дроветти. Тем не менее путём подкупа и угроз (губернатор благосклонно воспринял взятку кофе и порохом) удалось нанять людей из Курны. Падуанец платил им 30 пара в день — около 4 пенсов. Затем он поднял плату вдвое, что превышало подённую плату на полях.
Местные жители считали его не то сумасшедшим (платит деньги за камень, пусть и очень большой), не то магом-кладокопателем (чертежи и записи в дневнике принимали за чернокнижие). Плотник-грек из привезённых брусьев соорудил раму, на которую статую предстояло поднять с помощью рычагов, и на катках (брёвнах) подвезти к берегу реки. В субботу 27 июля статую откопали и поставили на раму, удалось даже продвинуться на несколько ярдов. В тот же день Бельцони отправил гонца в Каир с сообщением о первом успехе. На следующий день препятствием стали основания двух колонн, которые Бельцони попросту снёс. Однако огромные физические усилия на летней жаре тяжело сказались на нём: он перенёс тепловой удар, почти не мог спать по ночам, а его желудок исторгал любую принимаемую пищу. Позднее он писал, что выбрал для хижины «худшее из всех мыслимых мест». Пришлось переселиться на лодку, чтобы иметь возможность купаться и отдыхать от жары. В тот день работы не велись, поскольку Бельцони не доверял арабским рабочим. 1 августа из-за жары пришлось отправить в Каир Дж. Кёртина — он никак не мог приспособиться к климату. Напротив, миссис Бельцони не просто адаптировалась, но ещё и сдружилась с женщинами Курны и проводила с ними целые дни. Её поразило, что местные жители используют в качестве домов древние гробницы; следовательно, можно было получить очень много древностей. 6 августа произошёл очередной инцидент: албанец-каймакам запретил работы; согласно Бельцони, он хотел затянуть до сезона разлива, чтобы на следующий год статую, уже доставленную к Нилу, забрали посланники Дроветти. Когда Джованни Баттиста поехал в Луксор разбираться, между ними вспыхнула открытая ссора, полковник выхватил саблю, и тогда Бельцони схватился за пистолет, обезоружил, а затем сильно избил албанца. После этого тот стал вежлив и предупредителен. Когда Бельцони вернулся к губернатору Луксора, то был приглашён на ифтар, и получил разрешение продолжать работы (для этого пришлось подарить губернатору пистолеты). 8 августа у Бельцони случился гипертонический криз, кровь обильно лилась из носа и рта, и он был не в состоянии работать.
10 августа «голова Мемнона» была доставлена к берегу Нила. В честь окончания работ Бельцони выдал своим людям по 6 пенсов — так его поразила их способность к тяжёлой работе на жаре без пищи и питья. В ожидании большой лодки от Солта Бельцони построил вокруг статуи забор и нанял двух охранников; далее он устроил большой обед для своих работников. В общей сложности предприятие заняло шесть недель. Таким образом Джованни Баттиста Бельцони обратился к исследованию египетских древностей. Доставка колосса в Британский музей длилась затем ещё 17 месяцев, и вызвала сенсацию. Перси Биши Шелли под впечатлением написал знаменитый сонет «Озимандия».

## Путешествия по Египту и Нубии (1816—1819)

### Сезон 1816 года

#### Путь на юг
Закончив транспортировку «головы Мемнона», Бельцони не собирался возвращаться в Каир. Поручение, данное ему Солтом, предусматривало поиск других египетских древностей, а также не требовало присмотра за монументом, направляемым в Александрию. Поэтому он принял решение идти дальше — до первого нильского порога, поскольку лодка была в его распоряжении, а Солт был согласен оплачивать расходы. В первую очередь Бельцони отправился в Долину Царей, расположенную за Курной и руинами Рамессеума — там покоилась крышка саркофага, подаренная ему Дроветти. В описании своих путешествий Бельцони особо останавливался на жителях Курны, которые испокон веков занимались гробокопательством. Джованни Баттиста считал их самыми свободными людьми в Египте, «удивительной расой троглодитов». В их селении не было мечети, а имея неограниченное количество обработанных стройматериалов древних руин, они не строили дома и жили в древних гробницах. За крышкой саркофага Бельцони отправился 13 августа — на следующий же день после доставки головы Мемнона на берег Нила. Его сопровождали два проводника из Курны и копт-переводчик. Однако его больше всего заинтересовала гробница Рамзеса III, расположенная в самом центра Долины Царей, и падуанец, не колеблясь, полез в тёмные подземелья, где едва не заблудился. Губернатор Луксора изменил своё отношение к итальянцу и заявил, что искомый саркофаг был продан французам; вдобавок, чтобы вытащить его из гробницы, потребовалось бы слишком много усилий.
В воскресенье, 18 августа 1816 года чета Бельцони в сопровождении охранника и переводчика отплыла на юг. В Исне, куда они пришли на следующий день, новым губернатором стал зять Мухаммеда Али — Халиль-бей, с которым у Бельцони были отличные отношения ещё в Шубре. Он был наместником всего юга до самого Асуана, и не зависел от властей Асьюта. Халиль-бей любезно принял Джованни Баттисту, и за кофе и кальяном они договорились об охранной грамоте и рекомендациях шейхам Нубии. На следующий день путешественник посетил древнеегипетский храм Хнума, и убедился, что гипостиль превращён в пороховой склад, а остальные части занесены песком и недоступны; на стенах Бельцони обнаружил граффити французских солдат. 20 августа, воспользовавшись сильным ветром, Бельцони прибыли в Эдфу, храмы которого находились в намного лучшем состоянии. Погода благоприятствовала подъёму по Нилу, и уже 22 августа лодка Бельцони прибыла в Ком-Омбо (его поразило, насколько сохранились древнеегипетские изображения), а уже 24 августа путешественники увидели «лес пальм», скрывающий руины старого Асуана.
Бельцони прибыли в Асуан за два дня до праздника разговения, и как Джованни Баттиста ни торопился, пришлось ожидать: каютная лодка не годилась для подъёма по нильским порогам. Путешественники нанесли визит к губернатору-турку, который за небольшую взятку кофе, табаком и мылом охотно согласился предоставить нубийский челнок. При этом сначала он запросил 120 серебряных долларов, что было совершенно неподъёмной суммой даже для Солта; в конце концов сошлись на сумме 20 долларов за наём команды в 5 человек до второго порога и обратно. Сару Бельцони даже пустили в губернаторский гарем, где жили две его жены — старшая и младшая; там она произвела впечатление как своей внешностью, так и тем, что носила мужскую одежду и курила трубку. Она пришла к выводу, что хотя турки и арабы презрительно относятся к женщинам, но через них можно добиться важных результатов. Сара подарила женщинам губернаторского дома стеклянные бусы, зеркальца и свои серебряные пуговицы, которые произвели наибольшее впечатление. Сам же Бельцони поразился, что у губернатора был настоящий европейский ландшафтный сад, разбитый французами. На следующий день Джованни Баттиста отправился на остров Элефантина, древности которого не произвели на него впечатления; он осмотрел храм Хнума и ниломер, описанный ещё Страбоном.

#### Абу-Симбел и Нубия
На юг Бельцони отплыл 27 августа, оставив большую часть своего снаряжения под охраной асуанского губернатора. Ветер был попутный, поэтому двинулись без остановок. 28-го числа, когда подошли к безымянной деревне на правом берегу, местные жители встретили белых враждебно, и Джованни, Саре и переводчику-копту пришлось зарядить ружья и пистолеты, но на чёлн они вернулись благополучно; более того, за небольшой бакшиш удалось купить несколько греческих надписей. Дальнейшее передвижение было утомительным: течение Нила стало быстрым, ветер менял направление, дни были очень жаркими, а ночи холодными. Вдобавок, берега были пустынны и поросли колючкой, что мешало идти на бечеве. Сара Бельцони ловила ящериц (она называла их «хамелеонами»), одна из которых прожила у неё 8 месяцев. Наконец, 5 сентября путники добрались до Дерра — административного центра Нижней Нубии, где правили братья-шейхи Хасан, Исмаил и Мухаммед, — к которым у Бельцони имелось послание Халиль-бея из Исне. Впрочем, его поначалу приняли с подозрением, приняв не то за шпиона, не то за ревизора Мухаммеда Ади. У него потребовали подарки в довольно категорической форме, однако мыло, табак и большое зеркало произвели благоприятное впечатление. 6 сентября двинулись к Абу-Симбелу, куда прибыли ещё через два дня.
Когда 10 сентября Бельцони взялся за осмотр храмов Абу-Симбела, он сразу убедился, что попасть вовнутрь большого храма на выйдет — песок пустыни переливался через высеченный в скале портик по направлению с севера на юг. Попытку докопаться до входа он сравнил с «попыткой сделать яму в воде». Однако вскоре он пришёл к выводу, что если нанять большую бригаду копачей и заставить их работать регулярно, то можно добиться успеха. Бельцони рассчитал, что вход находится на глубине примерно 35 футов, и отправился к Дауд-кашифу — сыну наместника этих мест. Падуанец проявил выдающиеся способности дипломата: он заявил, что хочет узнать, из каких мест пришли предки местного царского рода, и убедил кашифа, что не стремится найти золото. Далее они долго торговались, причём Бельцони с удивлением осознал, что Дауд не понимает ценности денег — в этой местности господствовал натуральный обмен. Джованни Баттиста объяснил, что на один пиастр нубийцы смогут купить в Асуане дурры на 3 дня; Дауд потребовал за день работы 4 пиастра, но затем сбавил цену до двух. Кроме того, удалось выяснить, что в прошлом году в этих местах побывал и Дроветти, но ему не удалось уговорить кашифа поставить рабочих даже за 100 пиастров. Пока шли приготовления, Бельцони с Сарой отправились на своём челноке ко второму порогу Нила, и попали в водоворот, из которого едва выбрались. Они добрались до Джебель-Абусир, где Бельцони оставил граффити со своим именем и датой посещения, который много лет спустя обнаружил Гюстав Флобер. После возвращения вновь начался торг с жителями Абу-Симбела: они потребовали, чтобы Бельцони нанял 100 человек, хотя он сам считал, что хватит тридцати. Сошлись на сорока, однако дело двинулось только после того как Халиль — брат Дауда — получил от падуанца плитку жевательного табака, четыре фунта кофе и полфунта сахара, а также обещание отдать половину найденного золота. С 15 по 22 сентября удалось докопаться до уровня 20 футов ниже фигуры Ра-Хорахте и обнажить одну из гигантских фигур Озимандиса по плечи. Наилучшие результаты давало смачивание песка, который прекращал осыпаться. Обуреваемый поисками входа, Бельцони мало интересовался фасадом храма целиком. Однако стало ясно, что дойти до входа не получится: наступал пик разлива Нила, удобный для доставки в Каир колосса Мемнона, а запасы у Бельцони истощились и они с Сарой питались почти исключительно рисом — Халиль и Дауд отказались продавать овец. Сара в это время выменивала у нубиек антикварные сердоликовые украшения за стеклянную бижутерию, и сочла, что женщины Юга «более цивилизованные и сердечные», чем египтянки. Перед отправлением Бельцони оставил свой автограф рядом с изображением Рамзеса II на уровне, которого достиг. Это граффити уцелело до начала XXI века.
Корреспонденции Бельцони из Нубии вызвали раздражение Дроветти, который лишался монополии на египетские древности. Через два часа после отбытия из Абу-Симбела лодку нагнал нарочный на верблюде, который привёз письма на арабском языке из Исны. В этих письмах предписывалось прервать любые работы и возвращаться в Каир, при этом подписавшие документы лица были неизвестны Бельцони. Он принял решение не обращать внимания на инцидент. 28 сентября его отряд достиг первого порога Нила, и на острове Филе Бельцони присмотрел для себя обелиск и 12 каменных блоков (площадью три на три фута) с великолепными резными изображениями — остатки разрушенного храма. Поскольку не было возможности забрать его, Бельцони договорился с губернатором за 4 доллара, что эти камни будут отправлены в Луксор с первой же оказией. Джованни Баттиста официально объявил эти находки собственностью Его Британского величества. 2 октября маленький отряд вернулся в Луксор. Оказалось, что для перевозки Мемнона нет подходящего судна, но здесь Бельцони поступил самым решительным образом: 8 октября он арендовал судно агентов Дроветти Жан-Жака Рифо и Фредерика Кайо, которые подрядились перевезти статую до Каира. Перед этим французы и их переводчик Джузеппе Розиньяно пытались узнать у жителей Курны, что они продали англичанам, и грозили самыми страшными карами. Аренда французского судна обошлась Солту и Бельцони в 3000 пиастров (75 фунтов стерлингов) — несообразная по тем временам сумма.

#### Первые раскопки в Долине Царей и возвращение в Каир
Пока Бельцони ожидал денег от Солта и посылки с обелиском из Асуана, он принял решение заняться раскопками в Долине Царей за Курной. Он решил заняться её крайней западной частью за гробницей Аменхотепа III, открытой французами. Несмотря на приступы офтальмии, он почти сразу выкопал 18 статуй, из которых шесть были совершенно целыми, одну из них — из белого кварцита, изображавшую фараона Сети II — он принял за идола Юпитера-Аммона. Нашлась также и тщательно отполированная статуя львицы Сехмет, которая ныне хранится в Падуанском музее. Раскопки закончились с исчерпанием денег, вдобавок, запрет на перевозку новых находок был подтверждён. Тем не менее семь статуй были благополучно доставлены на берег Нила без всяких механических приспособлений. Когда Бельцони занялся полевыми обследованиями, ему помог опыт гидравлика, поскольку он видел скрытые полости в скалах, прикрытые песком, и направление, в котором стекала вода во время редких дождей. В своей правоте он убедился в Мединет-Абу, где в древности была построена специальная дренажная плотина; после её разрушения стали разрушаться и египетские памятники. Обнаружив груду геометрически правильных камней, он почти сразу обнаружил ход, и пробрался в погребальную камеру с саркофагом — ныне известно, что это гробница Эйе; она была разграблена ещё в древности. Бельцони обозначил её вход и написал на стене по-английски: «Открыто Бельцони в 1816 году» (DISCOVERED BY BELZONI 1816).
Наступил ноябрь, и уровень Нила сильно упал. После долгих проволочек и скандалов с египетскими властями Бельцони получил свои древности, однако оказалось, что голова Мемнона находится в 40 ярдах от кромки воды. Пришлось строить пандус для спуска, на что понадобилось два дня и 130 рабочих. Далее, сконструировав оригинальный тормоз-противовес, Бельцони начал спуск семитонной гранитной статуи к воде. На большую лодку погрузили Мемнона и семь статуй из Долины Царей, а 16 прочих находок оставили до следующей оказии. Сара всё это время страдала от офтальмии и в течение 20 дней вообще не могла видеть, и считала, что ослепла навсегда. Она также страдала от лихорадки. Выхаживала её египетская семья из Луксора, где миссис Бельцони обитала на женской половине, не имея переводчика или общества европейцев. Только 21 ноября супруги покинули Фивы, причём, если Сара излечилась, то Джованни страдал от сильного приступа офтальмии, и две недели в пути скрывался в тёмной каюте. 15 декабря, после пяти с половиной месяца отсутствия, все вернулись в Булак. В соответствии с распоряжением Солта, Бельцони в день Нового года отправился в Александрию, где находился консул, оставив прочие находки на хранении в консульстве. За свои труды Бельцони получил гонорар в 100 фунтов стерлингов, не считая погашения расходов, достигших 200 фунтов, и удержал за собой две статуи Сехмет. Бельцони спешил: он не захотел продлевать контракт с Г. Солтом, и, памятуя о французских агентах Дроветти в Луксоре, стремился как можно скорее вернуться в Абу-Симбел, чтобы по праву сделаться первым человеком, который за много веков первым пройдёт под его своды. Планируемая для поиска и закупки египетских древностей экспедиция приобретала для Бельцони черты научного исследования.

### Сезон 1817 года

#### Второе путешествие в Долину Царей
Генри Солт не желал окончательно порывать с Бельцони, поэтому прикрепил к нему художника Уильяма Бичи, чтобы тот фиксировал находки, и переводчика Джованни д'Атанаси (Янниса Афанасиоса), который находился с Джованни Баттистой во враждебных отношениях. Сара отказалась возвращаться в Нубию, поэтому её пристроили в дом старшего клерка английского консульства Коккини. Видимо, именно в это время Бельцони отрастил окладистую бороду и облачился в восточный костюм; в своих записках он не упоминал об этом, но был запечатлён на многочисленных портретах. 20 февраля 1817 года партия Бельцони отправилась в путь. 5 марта в Минье путешественники удостоились аудиенции у главнокомандующего речными силами на Ниле Хамид-бея, который потребовал рома и получил две бутылки. Бельцони встревожился из-за посещения греческого врача Вальсомакиса, который сам гнал ракию и торговал антиками, — здесь они столкнулись с двумя служащими Дроветти. 6 марта путешественники побывали на экспериментальном сахарном заводе англичанина Брина, от которого Бельцони узнал, что агенты Дроветти — итальянец и копты в европейском платье — активно действуют в Фивах. Поэтому Бельцони с Афанасиосом поспешно взяли лошадей и отправились на юг по суше, поручив лодку и экипаж художнику Бичи. За пять с половиной дней они покрыли 280 миль до Карнака, причём Бельцони утверждал, что не проспал за это время и 11 часов. Возможно, что именно эта скачка окончательно испортила отношения грека и итальянца. Кроме того, из-за нерадивости переводчика на Бельцони обиделся дефтердар Луксора, которого не приветствовали должным образом (Афанасиос не пожелал отправить письма), и предоставил фирман на исследования Филиберто Марруччи, который действовал от имени Дроветти.
Поскольку все перспективные места для раскопок и рабочая сила были перехвачены людьми Дроветти, Бельцони со своими спутниками обосновался прямо в Луксорском храме. Пространство между колоннами затянули циновками, жители Курны снабжали всем необходимым — в первую очередь молоком и хлебом, а однажды зажарили для Бельцони кур на остатках мумий и их гробов. Благодаря навыкам гробокопателей из Курны, Бельцони обследовал великое множество гробниц и чётко разделил их на две категории: массовые погребения простонародья, мумии в которых были сложены штабелями и превращались при малейшем сотрясении в едкую пыль, и захоронения знати в виде многокомнатных анфилад, всегда украшенных многоцветными фресками и рельефами. Постепенно жители Курны привыкли к рослому итальянцу, а он был слишком измучен странствиями по подземельям, чтобы возвращаться к бивуаку, и ночевал в семьях знакомых. Посетители появлялись редко: сначала в Курну забрели странствующие капуцины из миссии в Ахмиме, они возмутили Бельцони тем, что имели «такой же вкус к древностям, как ослы, на которых приехали». Далее с инспекцией явился дефтердар из Луксора, поскольку Бельцони обнаружил в руинах храма огромную гранитную голову (на которой написал своё имя), четыре статуи Сехмет и тот самый саркофаг, который подарил ему Дроветти. Он также купил у феллахов два каменных сосуда с иероглифами, и некоторые другие вещи, включая целые папирусы. Произошёл большой скандал: чиновник гневался и избил шейха Курны, а фирманы из Каира, которые демонстрировал Бельцони, не произвели ни малейшего впечатления. Бичи докладывал Солту, что чиновники из Луксора обязали местных жителей предлагать все находки только людям Дроветти. При попытке найма рабочих Афанасиоса избили местные арабы. Оставаться в Карнаке было бессмысленно. Все находки Бельцони сложил на берегу, окружил глинобитной стеной и прикрыл циновками. Грека оставили на месте, а Бичи и Бельцони решили ждать посланца Солта на острове Филе.

#### Второе путешествие в Нубию
12 мая 1817 года датировано послание Солта Бельцони и Бичи: консул сообщал, что донёс Мухаммеду Али о действиях Дроветти и местных властей; кроме того, он брал на себя все расходы, направлял нового переводчика — албанца, служившего Уильяму Бэнксу, а также лекарства, вино, съестные припасы и табак. На острове Филе их также ожидали сплошные огорчения: древние руины успели снести, а оставленные в прошлом году рельефы были изуродованы. Пока шло ожидание груза, Бельцони взялся воссоздать из воска первоначальный вид храма Исиды, что было нелёгкой задачей: уже в мае термометр Бичи показал 124 °F (51,1 °С) и то лишь потому, что больше не было делений. Наконец, прибыл посланец Солта с припасами и разрешением двигаться до Абу-Симбела, хотя консул не верил в существование помещений за скальным фасадом. Переводчик-«албанец» оказался уроженцем Феррары — то есть практически земляком Бельцони — по имени Джованни Финати, который был мобилизован в наполеоновскую армию, бежал в Турцию, принял ислам и с 1809 года служил Мухаммеду Али в Египте. В 1815 году он побывал в Мекке во время войны с ваххабитами (и носил титул хаджи), с Бэнксом дошёл до второго порога Нила и был знаком со всеми представителями местной администрации. К их компании присоединились также офицеры Королевского флота Чарльз Ирби и Джеймс Манглс, путешествовавшие по Востоку. Пока снаряжались, прибыла Сара с Джеймсом Кёртином, но для неё уже не было места на лодке. Её оставили на острове в наскоро сооружённом из самана на крыше храма Исиды двухкомнатном доме. 16 июня путники покинули Филе. Когда они добрались до Абу-Симбела, братьев-соправителей не было на месте, и пришлось двигаться до Вади-Хальфа. Там команда их лодки — все представители одной семьи (четыре брата, трое их сыновей, зять и дед) — попытались устроить забастовку из-за бакшиша. Окончательно в Абу-Симбеле обосновались 4 июля, а через три дня прибыл правитель Хасан. Нубийцы были расположены к Бельцони, который прислал им в подарок тюрбаны из Каира, а на месте вручил пистолеты (они обошлись в 12 фунтов стерлингов), порох, кофе, мыло, и прочее. Лишь 12-го числа пришли люди, числом около ста, которыми распоряжались братья-кашифы. Работы, тем не менее, шли очень медленно.
К 31 июля команда докопалась до фриза, и стало ясно, что до входа осталось недалеко. Чтобы песок не осыпался, Бельцони установил специальные плетёнки. На закате открылся угол дверного проёма, на что команда лодочников стала скандировать: «Бакшиш! Бакшиш!» Наконец, рано утром 1 августа была предпринята попытка проникнуть в храм. Откопав щель, Бельцони, Бичи, Ирби и Манглс в буквальном смысле ползком проникли вовнутрь. При свете факелов открылись прекрасно сохранившиеся статуи и росписи, напоминавшие виденные в Мединет-Абу. Воздух был чрезвычайно влажным, «как в турецкой бане»; позднее Бельцони утверждал, что внутри было 130 градусов Фаренгейта (55 °С). Вероятно, итальянец был разочарован, что наградой за почти месяц тяжелейшего труда при 50-градусной жаре при враждебности окружения и недостатке воды и пищи (последние пять дней питались только маисом) были только произведения искусства, которые нельзя было увезти с собой. Первое посещение храма было коротким: исследователи рисковали был погребёнными заживо. Только после того, как установили надёжные заслоны от песка, началось подробное описание содержимого, которое завершилось 3 августа. Манглс и Ирби составили план храма в масштабе 1,25 дюйма за фут, тогда как Бичи и Бельцони пытались зарисовать все статуи, рельефы и фрески, однако жара сделала это невозможным. Далее погрузили на лодку двух сфинксов с головами ястребов, каменную обезьяну и коленопреклонённую женскую фигуру — это было всё, что уцелело в храме от разграбления в древности. За это братья-кашифы стали вымогать подарки; если Халиль и Дауд удовольствовались сапогами и очками, то Хасан набросился на Бельцони с кинжалом, а Ирби порезался, обезоруживая его. В понедельник 4 августа путешественники отплыли на север. Забрав на Филе Сару, продолжили путь до Дерры, где побывали на аудиенции у Халиль-бея. 17 августа все благополучно вернулись в Луксор. Там было получено письмо от Солта, который приказывал больше не предпринимать никаких действий, поскольку сам собирался подняться вверх по Нилу. В Луксоре активно действовали агенты Дроветти, поэтому Бельцони служил чичероне своим спутникам-офицерам, которые относились к нему с симпатией и уважением. Далее Ирби и Манглс отбыли в Каир, а падуанец занялся исследованием Долины Царей.

#### Открытие гробницы Сети I
Из книги Гамильтона Бельцони знал, что античные авторы утверждали, что число фараоновых гробниц в Фивах превышало 40, а в христианскую эру было открыто 18 из них. Посетив все, Джованни Баттиста заявил, что царственным особам принадлежали не более 11, а остальные были построены для лиц более низкого звания. Учитывая собственные открытия, падуанец решил продолжить разведку Западной долины. Новоназначенный кашиф Куса дал ему разрешение копать в окрестностях гробницы Эйе. Довольно быстро обнаружили замурованный туннель, после чего Бельцони не колеблясь применил таран из пальмового бревна. Именно этот акт вызывал больше всего нападок на итальянца от профессиональных археологов. В конце концов удалось выбить несколько камней и открыть вход. В камере лежали четыре мумии, которые Бельцони размотал и обнаружил, что в древности операция по их пеленанию была повторена дважды, что свидетельствовало об особенностях погребального культа. Найденные украшения и папирусы вполне оправдали раскопки. Ныне эта гробница именуется WV25.
6 октября Бельцони возобновил поиски, разбив своих людей на отряды. Уже 9 октября последовала находка гробницы одного из фараонов, покрытой росписью очень высокого качества, и ещё одной гробницы с женскими мумиями, у которых хорошо сохранились волосы. Современные археологи называют эти гробницы KV6 и KV21. Утром 10 октября на раскоп прибыл У. Бичи, сопровождавший полковника Страттона, капитана Беннета и некоего мистера Фуллера. Вечером того же дня отряд, работавший близ Мединет-Абу, обнаружил вход в ещё одну гробницу. Оказалось, что это погребальная камера Рамзеса I — Бельцони и англичане увидели массивный гранитный саркофаг, деревянные статуи богов со звериными головами, ростовую статую Ка фараона, размером с самого Бельцони, и много других предметов. 13 октября нашли гробницу военачальника с нетронутой мумией; в тот же день Бельцони провёл своих гостей в ранее открытое им погребение Эйе. Наконец, 14 октября гости отбыли, взяв с собой переводчика Финати. К тому времени падуанец уже в достаточной степени владел арабским языком и ему доверяли местные жители. 16 октября совпали два события: в Каире скончался от пищевого отравления Иоганн Буркхардт, а Бельцони принял решение искать гробницу в русле вади: прошедший дождь показал, что внутри могут быть подземелья. К вечеру 17-го числа стало ясно, что расчёт верен и к полудню 18 октября показался входной туннель в 18 футах ниже уровня поверхности. Войдя вовнутрь, падуанец убедился, что гробница разграблена ещё в древности, но обнаруженные им рельефы и росписи превосходили всё, виденное доселе. Сохранился и саркофаг из полупрозрачного алебастра. Ещё более поражала роспись потолка, который воспроизводил карту светил и божеств, ими управляющих. Говард Картер жаловался в 1903 году, что Бельцони сильно закоптил эти росписи своими факелами. Итальянец считал, что нашёл последнее пристанище Псамметиха, сына Нехо. Вести об открытии разнеслись быстро: Хамид-Ага — кашиф Кены, явился с вооружённым отрядом и устроил большую стрельбу: он решил, что Бельцони нашёл золото. Убедившись, что это не так, он небрежно сказал на прощание, что помещение хорошо подошло бы для гарема — женщинам было бы не скучно созерцать столько цветных картин. 28 октября из Каира отплыл Генри Солт, которого сопровождало семейство графа Белмора со свитой (в том числе доктором Ричардсоном); в Курне они ошвартовались 16 ноября. Вести об открытии сообщил им именно Хамид-Ага. В это же время Бельцони пришло в голову полностью скопировать росписи гробницы, чтобы предъявить их учёному сообществу и публике. Солт также оценил усилия итальянца и был готов заплатить ему 1000 пиастров за каждый месяц, проведённый вне Каира. Однако они вскоре разругались, из-за того, что Солт в присутствии англичан назвал Бельцони своим сотрудником. Наконец, загрузив лодку своими находками, Бельцони с Сарой вернулись в Каир 21 декабря.

### Сезон 1818 года

#### Зима. Копирование росписей Гробницы Бельцони
Вернувшись в Каир, Бельцони вынужден был констатировать, что почти ничего не заработал в Фивах и Нубии. Рождество они встретили с Сарой в британском консульстве. Вероятно, супруги поссорились: Бельцони стремился в Луксор, чтобы закончить копирование всех деталей гробницы Сети в натуральную величину (рельефы делались из воска) и вывезти алебастровый саркофаг, а Сара заявила, что совершенно не желает возвращаться в Фивы. В результате 5 января 1818 года она вместе с Джованни Финати и ирландцем Кёртином отбыла в Акко, поскольку Уильяму Бэнксу требовался там переводчик. Бельцони поклялся, что присоединится к ней, как только закончит работы. Из-за простоя в Дамьетте, до Палестины все добрались лишь в марте. 12 марта Сара прибыла, наконец, в Иерусалим; ей удалось посетить Гроб Господень на Пасху. Женщина-путешественница вызвала интерес в европейском сообществе Палестины, более того, когда Сара Бельцони опубликовала дневник своей поездки, она написала, что посещение Святой Земли было главной целью, ради которой она отправилась в Египет.
Для копирования росписей Бельцони нанял сиенского врача Алессандро Риччи, который обладал хорошими навыками чертёжника и антиквара. Его отправили в Фивы одного. Для финансирования проекта Бельцони попытался продать две статуи Сехмет своему родному городу Падуя, но в результате они достались графу Огюсту де Форбену, генеральному директору Королевского музея Франции, который находился в деловой поездке в Каире. Сумма сделки составила 7000 пиастров (175 фунтов стерлингов), что, мнению Бельцони, составляло не более четверти их действительной стоимости, но у него никогда не было деловых способностей. Графа шокировал апломб и самоуверенность бывшего циркового силача. Продолжилась и ссора с Солтом, поскольку после доставки саркофага Сети в Англию в публикации об этом Бельцони перепутали с агентом Кавилья.

#### Пирамида Хефрена
В начале января в Гизу прибыл член Лондонского общества антикваров майор Эдвард Мур (он возвращался на родину из Индии), вместе с которым Бельцони поднялся на вершину Пирамиды Хеопса и рассказал, что внутри второй пирамиды ещё никто не побывал. Через несколько дней он сопровождал ещё одну группу европейцев к пирамидам и обнаружил, что на северной стороне Пирамиды Хефрена имеется провал, который может свидетельствовать об обрушении входной камеры. Бельцони немедленно обратился к губернатору, знакомому с ним ещё по Шубре, и без всякого труда получил разрешение работать во второй из великих пирамид. Переводчиком у него работал Яннис Афанасиос. Отправив Солту сообщение, что он задержится в связи с частным делом, Бельцони, располагая суммой в 200 фунтов стерлингов, закупил провианта, взял палатку, чтобы не возвращаться в Каир, и нанял 40 человек для камнеломных работ, которым платил по половине пиастра в день, а также разрешал брать бакшиш у туристов. Работы начались 2 февраля. Раскопки у подножья пирамиды убедили Бельцони, что поминальный храм, Великий Сфинкс и сама пирамида были построены в одно и то же время. Наконец, через 16 дней рабочие Бельцони нашли расселину в каменной кладке на высоте 8½ метров. Он убедился, что это не истинный вход, а некое подобие шахты, пробитой грабителями, чтобы попасть в древний коридор. Как раз в этом время работы посетили французские туристы — аббат де Форбен (двоюродный брат графа-музейщика), вице-консул Франции Гаспар и инженер Паскаль Косте, который должен был проложить телеграфную линию между Каиром и Александрией. Падуанец напоил их кофе, после чего туристы, привлечённые рассказами и слухами, постоянно посещали его лагерь. После обвала, в котором чудом не погиб ни один из рабочих, Бельцони объявил перерыв и занялся сравнением конструкций Великой и Второй пирамид. Хотя Геродот и писал, что у Второй пирамиды не было видимого входа, арабы уверяли, что в первые века ислама люди побывали в её недрах. Только 28 февраля удалось достигнуть наклонного коридора, аналогичного имеющемуся в Великой пирамиде. Рабочие, которые до этого считали Бельцони безумцем, теперь вообразили его колдуном. 2 марта обнаружили и открыли настоящий вход в пирамиду. Расчистив вход в 52-метровый коридор, исследователи достигли погребальной камеры.
Погребальная камера разочаровала: воздух был спёртый, всё покрыто грязью и плесенью; саркофаг оказался пуст, и на стенах и каменном постаменте не содержалось никаких надписей. После начала обмеров, были найдены следы пребывания кладокопателей древности и Средневековья, в том числе сохранившийся железный молот. На стенах обнаружились коптские, демотические и арабские надписи, которые Бельцони скопировал и показал знатокам древностей. Оказалось, что трое гробокопателей-арабов побывали в пирамиде в конце XII века. Чтобы закрепить приоритет за собой, Бельцони оставил на стене огромную надпись: «Открыто Дж. Бельцони 2 марта 1818 года» (итал. Scoperta da G. Belzoni. 2. mar. 1818). На следующий день туристы Пири (Pieri), Бриггс и Уолмасс, роясь в нерасчищенном мусоре, обнаружили осколки костей. Бельцони позволил отвезти их для анализа в Лондон, где оказалось, что они принадлежат быку. Это дало повод к юмористическим публикациям, привёдшим падуанца в ярость. Напряжённо прошла и встреча с Солтом 7 апреля: консул предложил Бельцони компенсировать все расходы по проникновению в пирамиду, но итальянец с гордостью отказался. Тем не менее Солт принудил принять его от имени Британского музея 500 фунтов стерлингов и жалованье за следующие 12 месяцев. Кроме того, ему по праву принадлежала половина суммы от продажи музею алебастрового саркофага — 1000 фунтов стерлингов, а также две статуи Сехмет из той же серии, часть которой была продана графу де Форбен. 20 апреля Бельцони выехал к Риччи в Карнак для копирования росписей гробницы. Перед отправлением ему посоветовали связаться с Ватиканом, и Джованни Баттиста 21 апреля отправил первое послание государственному секретарю Святого Престола кардиналу Эрколе Консальви, с которым затем завязалась переписка; ему Бельцони сообщал о своих дальнейших поездках и находках. Падуанец не знал, что тремя днями ранее — 18 апреля — в римской газете «Diario» вышла первая статья о его собственных подвигах в Гизе. Посредником между Бельцони и госсекретарём выступил учитель математики в европейской школе в Булаке — калабрийский священник Карло Билотти. 1 мая Бельцони был принят Мухаммед-беем — зятем Мухаммеда Али — в Асьюте на военных учениях; в этот день Сара отправилась в паломничество на реку Иордан.

#### Путешествие к Красному морю
К моменту, когда Бельцони вернулся в Фивы, Алессандро Риччи уже два с половиной месяца копировал росписи гробницы Сети. Джованни Баттиста привёз достаточное количество воска для отливок рельефов, но он не держался на жаре, и пришлось опытным путём смешивать воск со смолой и песком. Новый фирман предоставлял Бельцони право раскопок и на западном, и на восточном берегу Нила, однако в этот раз успехи были скромными. Однако когда Бичи потребовал исполнить заказ Солта, уже на второй день работ откопали 10-футовую статую Аменофиса из чёрного гранита, что вызвало весьма энергичные выражения в дневнике Бельцони. После этого он целиком сосредоточился на гробнице Сети I, в которой и поселился. За лето удалось скопировать 182 фигуры в натуральную величину, и около 800 изображений высотой от 1 до 3 футов, не считая 500 иероглифических надписей. Всё это надо было воспроизвести в натуральных цветах, используя только свечи. Из переписки Бельцони следует, что он начинал уставать: писал, что хочет скорее присоединиться к Саре в Иерусалиме, а затем отправиться в Европу с копией гробницы, чтобы заручиться поддержкой какого-либо общества антикваров. К тому времени Бельцони уже 17 лет не виделся с падуанскими родичами. 15 августа датировано письмо братьям Антонио и Франческо, из которого следует, что предыдущее послание пришло от них в марте. Работы были окончены только к сентябрю, попутно Бельцони собрал коллекцию антиков из находок, которые ему приносили жители Курны.
Перед самым окончанием раскопок и копирования Бельцони заинтересовался сообщениями французского геолога Фредерика Кайо, который открыл изумрудные копи в Джебель-Зубаре и утверждал, что видел неподалёку руины, греческие надписи в которых гласили, что это — древняя Береника. Кайо попал в Луксор случайно, нуждаясь в услугах врача, которым являлся в данном случае А. Риччи. Бельцони, хотя и подозревал, что именно Кайо в прошлом году уничтожил найденные им на Филе египетские рельефы, принял решение произвести осмотр на месте. К Джованни Баттиста присоединились Бичи, переводчик Яннис и двое жителей Курны. Перед отправлением в гробницу поставили дверь и выставили охрану. Сначала предстояло пройти водой до Эдфу: в тот год Нил поднялся необычайно высоко, разлившись на 8 миль между Луксором и Карнаком. Многие деревни, построенные из самана, в буквальном смысле растворились в воде. В Эсне Бельцони получил фирман на разведку древностей, но ему категорически запретили добывать изумруды, а для контроля приставили янычара. Караван для перехода через пустыню включал 16 верблюдов и 14 человек. Двинулись 23 сентября в направлении Вади-Миа. Уже 25 сентября Бельцони пришлось делить отряд на три группы: Риччи не перенёс условий пустыни и нуждался в срочной эвакуации в долину Нила, большую часть провианта и людей отправили к морю, а падуанец в компании Бичи направился в Бир-Саммут, поскольку бедуины уверяли, что там есть древности. В итоге там оказался древний постоялый двор, однако Бельцони счёл замечательными окрестные пейзажи. Между тем, надлежало спешить: запасов было мало, а вода в колодцах — солоноватая и отдающая гнилью. 29 сентября Бельцони и Бичи достигли античной Mons Smaragdus, которую идентифицировали на следующий день. Здесь обитали полсотни албанцев, греков и сирийцев, привлечённых слухами об изумрудах, и живших в крайней нищете. В слюдяных пластах иногда встречались бериллы, но не добывались изумруды. Главным разочарованием стало то, что никаких руин рядом не обнаружилось: Бельцони пользовался картой д’Анвиля, и убедился, что она далеко не точна. Выяснилось, что Кайо лгал, когда рассказывал о превосходно сохранившихся городских стенах и более чем 800 домов, подобных помпейским. Тем не менее среди горняков нашёлся старец, который взялся указать место настоящих развалин. Он довёл их до руин древнего постоялого двора, и тогда Бельцони навьючил верблюда бурдюками с водой и двинулся дальше по Вади-Джемаль. Пройдя узкий проход Хурм эль Джемаль, путники добрались, наконец, до моря, куда изнурённые жаром пустыни Бельцони и Бичи бросились купаться. Отправив бедуинов за водой (колодец был в двух сутках пути отсюда), итальянец и англичанин двинулись на юг до 24-й широты, попутно исследуя кораллы и прочие чудеса Красного моря. Они обнаружили, что карта д’Анвиля не точна и в картине побережья. 7 октября добрались до рыбацких деревень, которые Бельцони отождествил с ихтиофагами Страбона. Наконец, 9 октября увидели следы регулярной застройки, и пришли к выводу, что достигли цели.
Пребывание в руинах Береники было очень кратким, поскольку погонщики верблюдов требовали вернуться. Бельцони успел снять самый общий план, забравшись на окрестные горы, и точно замерил храм в центре древнего города. Он убедился, что античный посёлок был крайне невелик — всего 87 отдельных построек, а гавань годилась только для рыбацких баркасов. Главным фактором, который определял дальнейшие действия путешественников, была нехватка воды; вдобавок, погонщики требовали плату в полтора пиастра в день. Поэтому назад в долину Нила отправились ночью того же дня — 9 октября. 14 октября вернулись в шахтёрский посёлок. Берега Нила достигли 23 октября и вернулись в Курну 25-го, пробыв в путешествии по пустыне 40 дней. Бельцони также получил письмо Сары, из которого следовало, что она вернулась из Палестины и ожидала его в Каире. Его жене удалось, переодевшись мальчиком, посетить мечеть Куббат ас-Сахра. В Курне же ожидали огорчительные известия из Падуи: резко ухудшилось состояние матери, а брат Антонио страдал лихорадкой и был близок к смерти. Не менее раздражали и новости об умалении его приоритета в открытии гробница Псаметиха (Сети I), в результате Бельцони за пять дня написал четыре резких письма Дроветти, которого считал причиной всех неприятностей. По мнению С. Мейеса, эта переписка очень важна для реконструкции личности Бельцони: очевидно, что жажда славы и известности первенствовала в его «подвигах Геркулеса», которые он совершал один за другим, притом почти не получая прибыли.

#### Обелиск с острова Филе
Вскоре после прибытия Бельцони, в Карнак прибыл караван Солта из четырёх больших каютных лодок. Помимо Уильяма Бэнкса с Финати, британского консула сопровождал прусский барон фон Зак и молодой французский аристократ Линан де Бельфон, который только начинал длительную успешную карьеру в Египте. Наличие у Солта грузоподъёмных лодок вновь изменило планы Бельцони: падуанец отказался от исследования оазисов в пустыне, описанных древними авторами, и согласился с предложением Бэнкса помочь вывезти гранитный обелиск с острова Филе. С Бэнксом Бельцони общался по переписке ещё с лета 1817 года. Бельцони даже забросил проект дренажного канала, который должен был уберечь гробницу Сети I от влаги. Бэнкс хотел приобрести обелиск для себя, тогда как Солт от имени Британского музея отказался от претензий, а на Бельцони возложили обязанность доставить его в Александрию. Солт с Бэнксом также устроили переговоры с Дроветти относительно раздела Карнака на французскую и английскую зону поисков, причём Бельцони предложили следующие условия: он получает на расходы 1500 фунтов в год (считая сюда подношения египетским чиновникам) и треть всех находок, которые получит вне ранее обозначенных участков. 16 ноября отряд Солта направился в Асуан. На месте возник ряд недоразумений — если Дроветти при личной встрече согласился с тем, что Бельцони и Солт первыми обнаружили обелиск, то на Филе местный чиновник очень не хотел отдавать монумента. Однако Бэнкс подарил ему золотые часы стоимостью 4 фунта стерлингов, и это решило дело. Бельцони беспокоился по другому поводу: пик половодья на Ниле уже миновал, а у него было даже меньше технических возможностей, чем при транспортировке головы Мемнона. Когда Бельцони с помощью только катков и рычагов спустил к кромке воды обелиск с постаментом, Дроветти прислал губернатору письмо с запретом производить любые манипуляции. В разгар скандала рабочие неверно повернули камень, и он под собственной тяжестью соскользнул в воду. Бэнкс приказал Бельцони оставаться на месте и достать обелиск, а в помощь ему отрядили Финати. Переводчик собрался жениться на нубийке, а все традиционные церемонии занимали в то время от трёх до четырёх недель. Бельцони нанял ныряльщиков, и за два дня они установили обелиск на камни и сумели с помощью помоста из брёвен вытащить его на лодку. Постамент пришлось оставить на Филе — для него не было места. Благодаря искусству лодочников удалось благополучно миновать водовороты первого нильского порога. Далее Бельцони убедился, что лодка будет очень долго идти против течения, и отправился по суше в Бибан эль-Молук, где, наконец, 23 декабря воссоединился с Сарой. Далее пришлось ждать прибытия обелиска (лодка прибыла прямо на Рождество) и грузить саркофаг Сети I, чудом ничего не повредив. Хрупкое алебастровое сооружение пришлось заключить в ящик и тащить более двух миль по каменистой почве. При этом возник неприятный инцидент с агентами Дроветти — пьемонтцами Леболо и Розиньяно, — которые даже схватились за оружие. Почти месяц занял сбор живописных копий и восковых отливок из гробницы Сети, а также крышки гранитного саркофага, который, как потом выяснилось, принадлежал Рамзесу III. Состояние здоровья Сары также вызывало опасения: она страдала лихорадкой и разлитием жёлчи, и перенесла желтуху. Только 27 января 1819 года чета Бельцони покинула Фивы, чтобы уже никогда не вернуться в эти места.

### Завершение египетских путешествий
18 февраля 1819 года муж и жена Бельцони добрались до Каира, но не стали задерживаться: следовало доставить в Александрию груз древностей. Солт ещё не вернулся из Нубии, однако вице-консул уже вчинил иск Дроветти и выразил протест французскому консулу. В Александрии Джованни Бельцони получил известие о кончине брата Антонио. Это совпало с его даром родному городу Падуя — 12 марта датировано письмо в магистрат, с которыми Бельцони передавал родному городу две «статуи женщин с головой льва», чтобы их установили у восточного портала Gran Salone di Padua — городской ратуши. Братьям Доменико и Франческо он отправил 400 талеров, чтобы они сняли домик на канале и перевезли туда мать. Сам Бельцони тяготился пребыванием в Александрии, и поселился с Сарой в Розетте в доме английского купца. Джеймса Кёртина окончательно рассчитали и отправили в Англию, заменив его слугой-сицилийцем.
Джованни Баттиста Бельцони, по-видимому, представлял собой тип человека, который был не способен жить в праздности. Раскопки в Нижнем Египте из-за окончательной ссоры с Дроветти стали невозможны. Следующий большой проект, который его обуревал — найти затерянный в пустыне храм Аммона-Юпитера, описанный Геродотом и Плутархом. Эпидемия чумы в Розетте тем более подталкивала его к странствию. В сопровождении слуги-сицилийца и мавра, возвращавшегося из паломничества в Мекку, Бельцони 29 апреля прибыл в Бени-Суэф и нанял ослов, чтобы двинуться в Фаюм. 30 апреля он разбил палатку у Лахуна и посетил развалины кирпичной пирамиды Сезостриса. Попытался он найти и знаменитый Лабиринт, и убедился, что он превратился в мусорник и карьер для добычи строительных материалов. В общем, во время путешествия в Фаюмский оазис Бельцони, скорее, вёл себя как турист. 30 апреля он отправился на озеро Карун, в окрестностях которого пробыл до 2 мая. В своих мемуарах он отметил, что лодочник с его челном сильнее всего напомнил ему о Хароне. В тот раз во всех случаях, как отмечают современные биографы, Бельцони прошёл мимо грандиозных находок — нетронутой гробницы эпохи Среднего царства, открытой в 1913 году Флиндерсом Питри, и древним храмом, который превосходил по площади Луксор и Рамессеум. Разузнав о пути в западные оазисы, Бельцони вернулся в Бени-Суэф, где был принят Халиль-беем, назначенным губернатором этой провинции.
Халиль-бей предоставил Джованни Баттисте проводника, который ростом и сложением не уступал ему самому. 19 мая Бельцони отправился в пустыню, и 25-го достиг большого западного оазиса Вахат-эль-Бахария, известного ещё римлянам; при этом верблюдам пришлось три дня обходиться без питья. Местные жители сначала встретили «франка» настороженно, но он сумел расположить к себе местного шейха кофе, который местные жители пробовали не часто. С большим трудом падуанец добился разрешения осмотреть древности и увидел большие мумии в терракотовых саркофагах с масками. Долгое время этому сообщению не придавали значения, и только после масштабных раскопок 1996 года оазис Бахария стали неофициально именовать «оазисом мумий». Местный шейх запретил ему рыться в развалинах, но Бельцони показал ему свой телескоп, с помощью которого мог «приблизиться» к ним. В результате 29 мая Джованни Баттиста осматривал руины римского времени в сопровождении большой толпы местных жителей. Особенно его заинтересовал источник, вода в котором становилась теплее или холоднее в зависимости от времени дня. Подобный источник описывал Геродот. Чтобы не испытывать трудностей с доступом к источнику, Бельцони пошёл на беспроигрышный ход: заявил, что хочет принять ванну, и был препровождён к тёплому минеральному ключу. Он пришёл к выводу, что легенда не основана ни на чём: суточные колебания температур в пустыне очень велики, соответственно, кажется разной и температура воды. Гарднер Уилкинсон, который посетил этот ключ несколькими годами позднее, установил, что вода имеет температуру 93 °F (33 °C). Тем не менее ложное отождествление с Геродотом привело Бельцони к ошибочному выводу, что Бахария — это и есть оазис Юпитера. Проводник не хотел двигаться дальше на запад, удалось добраться только до руин коптского монастыря в Эль-Фарафра. На обратном пути шейх Бахарии предложил Бельцони и его слуге принять ислам, взять в жёны четырёх его дочерей и получить земли, «чтобы не заставлять такого великого человека искать древние камни». Падуанец отшутился, и 5 июня повернул в долину Нила. Пережив падение с верблюда, 15 июня Бельцони прибыл в Бени-Суэф. В Каире ещё продолжалась эпидемия; встречаться с Солтом пришлось под покровом ночи. Бельцони получил от консула 200 фунтов стерлингов и некоторые древности в счёт долга.

## Возвращение в Европу (1819—1822)

### Италия
Последнее, что удерживало Бельцони в Египте, был иск против Дроветти. Бельцони не стал выдвигать обвинений против самого Дроветти, подав заявление на его агентов Леболо и Росиньяно. Однако французский вице-консул вынес постановление, что поскольку оба — подданные Пьемонта, то и дело может быть рассмотрено только в Турине. В середине сентября 1819 года супруги Бельцони отбыли на бригантине в Венецию. Больше они не встречались ни с Дроветти, ни с Солтом.
Статуи Сехмет прибыли в Падую 4 июня 1819 года, и поставили городского подеста — графа Антонио Виттурини — в сложное положение. Их доставка через Триест и Венецию уже была хлопотным делом, но далее добавились проблемы на таможне: статуи были застрахованы на сумму 1000 лир, что влекло за собой повышенную пошлину. Вице-король Раньери распорядился пригласить в качестве экспертов резчика и скульптора, после чего австрийские власти согласились, что стоимость каждой из статуй не могла превышать 50 лир. Графа Виттурини также заинтересовал смысл египетских статуй, и он обратился к городскому нумизмату Менегелли. Профессор (ссылаясь на Афанасия Кирхера) заявил, что это изображения богини Исиды, воплощающей астрологические дома Льва и Девы, то есть знаков июля и августа, когда Нил заливает плодородным илом долины земли Египетской. Этого было достаточно, чтобы поместить статуи в большой зал Палаццо делла Раджоне с фресками Джусто де Менабуои и Джованни Николо Миретто, изображавшими астрологические символы.
Бельцони к тому времени не был в родном городе двадцать лет, и ему пришлось опровергать в прессе сообщения о своей кончине. Осенний переход из Александрии в Венецию длился около месяца, далее пришлось ожидать карантина в Венеции, и только накануне Рождества 1819 года путешественник вернулся в родной дом. Ранее, 20 ноября Джованни Баттиста писал в Ватикан госсекретарю Консальви, жалуясь на посягательства на приоритет и посылая в дар папирусы на арамейском языке, найденные в Элефантине. Отец Бельцони к тому времени скончался, а матери от мигрени не помогали никакие лекарства и ванны в Баталье. Однако сограждане были под таким впечатлением от личности Бельцони и его рассказов о Египте, что хотели прославить его всеми возможными способами. В его честь Стефано Кавалли написал оду, он был принят в высшем свете, его скульптурный портрет был заказан Ринальдо Ринальди и помещён в медальон во дворце Раджоне; благодаря популярности Бельцони, его архив дошёл до наших дней. Музей естественной истории заплатил 1900 лир за три мумии, привезённые нетронутыми и в отличном состоянии (правда, потом сделка была оспорена австрийскими властями). Далее город решил наградить его именной медалью, решение о чём было вынесено накануне его возвращения в Лондон. Саму медаль заказали миланскому гравёру Манфредини в середине 1820 года. 31 марта 1820 года о возвращении Бельцони написала и лондонская «Таймс».

### Лондон
В британскую столицу Джованни Баттиста и Сара Бельцони отбыли дилижансом через Милан, Альпы и Париж. Главной задачей падуанца была публикация книги о своих путешествиях и достижениях и организация большой выставки египетских находок. Он привлёк внимание Роберта Мюррея — издателя Вальтера Скотта, — который уже публиковал путевые записки Буркхардта, и считал, что голова Мемнона, помещённая в Британском музее, будет хорошей рекламой для книги. Иллюстрированное издание вышло под заглавием «Narrative of the operations and recent discoveries… in Egypt and Nubia»; тираж в 1000 экземпляров с 44 цветными гравюрами на меди обошёлся в 2163 фунта стерлингов (181 100 в ценах 2018 года). Стоимость тома с текстом составляла 2 гинеи (175 фунтов стерлингов), а тома с иллюстрациями — ещё шесть (527 фунтов в ценах 2018 года). Саре в этой книге принадлежала глава в 42 страницы, в которой описывалось положение женщин Египта, Нубии и Палестины. Издание книги привлекло к Бельцони внимание журналистов и более влиятельных особ. Он возобновил знакомство с Сайрусом Реддингом, а Мюррей представил его Вальтеру Скотту. Существует версия, что знакомство с Уильямом Теккереем повлияло на появление в «Ярмарке тщеславия» Бедвина Сэндса, чьё имя прямо ассоциируется с бедуинами и песками пустыни.
В сентябре 1820 года Бельцони отправился в Париж, искать французского издателя для своей книги. До этого он отправил брату Франческо экземпляр английского издания и медные пластины — формы для гравюр, настаивая, чтобы книга вышла в Падуе или Венеции, и велел напечатать в газетах Флоренции, Рима и Милана объявления о подписке, чтобы тираж составил не менее 1000 экземпляров — это обеспечило бы будущее семьи. На таможне в Кале с Бельцони взяли 1 фунт стерлингов сбора за три комплекта матриц для гравюр, о чём он с возмущением писал в Лондон. Издателем вызвался быть партнёр Мюррея — Жан-Антуан Галиньяр; договорились и о том, чтобы английское и французское издание вышли одновременно, к Рождеству. За перевод взялся Жорж Бернар Депен, который проделал работу в два месяца, несколько смягчив антифранцузские пассажи, дополнив описания Бельцони по книге Буркхардта и полностью удалив главу, написанную Сарой, за её «тривиальностью». Перевод понравился Джованни Баттисте и он написал в Падую, требуя, чтобы итальянский перевод был основан на французском тексте; так же поступили и с немецким изданием. Европейская пресса приняла книгу Бельцони тепло — по сути, это были необработанные путевые дневники, и эффект присутствия дополнительно позволял почти физически понять древность египетской цивилизации. Джованни Баттиста не был учёным, поэтому его теоретические рассуждения и обобщения были наивны или ошибочны. Зато дар наблюдателя зачастую позволял ему делать важные открытия. Раскапывая гробницы в Курне, он отметил, что некоторые мумии несколько раз перепелёнывались, что свидетельствовало о большой заботе об усопших. Действительно, открытие тайника с царскими мумиями в Дейр-эль-Бахри (в 1881 году) и прочтение Папируса Эббота полностью подтвердило его наблюдение. В Фаюме Бельцони пришёл к выводу, что озеро Карун имело естественное происхождение, что противоречило описанию Геродота, но было подтверждено геологами и археологами. Вместе с тем, он делал школярские ошибки, например, путал Геродота с Диодором, поскольку ни одного из этих авторов не читал даже в переводе. Однако именно полевые исследования Бельцони и положили начало египтологии как таковой.
О популярности книги Бельцони свидетельствует и факт, что известная просветительница Сара Аткинс выпустила переложение путевых заметок Бельцони для детского чтения под названием Fruits of Enterprise. Для занимательности текст был представлен в форме диалога матери с её четырьмя детьми. Несмотря на откровенную дидактичность и критикуемую А. Ноэлем Хьюмом «дубовость» стиля, к 1855 году книга выдержала 12 изданий и даже была переведена на французский язык.
Во вторник, 1 мая 1821 года в Лондоне открылась первая выставка египетского искусства, организованная Бельцони. Для неё сняли Египетский зал, воздвигнутый ещё в 1812 году на Пикадилли напротив Бонд-стрит. Главным экспонатом была точная модель росписей и рельефов гробницы Сети I, которую Бельцони по-прежнему считал гробницей Псаметиха, в чём его убедил Томас Юнг. Были также выставлены восковые модели Пирамиды Хефрена и Абу-Симбела в масштабе 1: 120; две статуи Сехмет из Фив, папирусы, мумии и прочее. Не сохранилось сведений, во сколько обошлась эта выставка; размещением экспонатов, вероятно, пришлось заниматься самому Бельцони. Перед открытием устроили приватный показ для прессы, и статья в Gentleman's Magazine сильно подогрела ажиотаж: несмотря на дождливую погоду, в первый же день на выставку пришло 1900 человек. Входной билет стоил полукрону (10 шиллингов, то есть 42 современных фунта), а каталог выставки 1 шиллинг (4 фунта), но при этом каталоги пришлось несколько раз допечатывать. После перерыва на летние каникулы выставка возобновилась, и посещаемость осенью не стала меньше. На празднование Нового, 1821 года, Мюррей пригласил Бельцони в круг избранных, где присутствовало всё семейство Дизраэли, включая 17-летнего Бенджамина.
В мае 1821 года Бельцони получил из Падуи присуждённую ему золотую медаль. Он также попросил отчеканить шесть её реплик из серебра для вручения герцогу Сассекскому, университетам Оксфорда, Кембриджа и Эдинбурга, редактору The Quarterly Review Уильяму Гиффорду и сэру Вальтеру Скотту; а также 24 бронзовые копии для самых знаменитых учёных того времени. Упоминание герцога Августа Фредерика было не случайным — президент Общества искусств был и великим мастером Объединённой великой ложи Англии, в которую приняли и Бельцони. Его масонские регалии сохранились в коллекции Freemason’s Hall: нагрудный знак с его именем и звездой Давида на фоне солнца и украшенный бриллиантами циркуль. По инициативе герцога Бельцони наградили особой медалью, с его профилем и изображением пирамиды на обороте; эту медаль падуанец отправил подесте своего родного города. Золотой оригинал медали с 1874 года хранится в Британском музее. Профиль Бельцони создал художник Уильям Брокдон. Поскольку медаль должна была отметить открытие погребальной камеры Второй пирамиды, Брокдон написал и профильный портрет Бельцони маслом на фоне всё той же пирамиды. 19 июля 1821 года Мюррей раздобыл для Джованни Баттисты Бельцони пригласительный билет на коронацию Георга IV в Вестминстерском аббатстве. При этом произошёл скандал: охрана не хотела его пускать, несмотря на наличие билета.

### Разбирательство с Генри Солтом и поездки в Россию и Францию
В течение 1820 и 1821 года находки, составившие первую коллекцию Генри Солта, постепенно доставлялись его агентами в Британский музей, в котором хранились как частная собственность, ожидающая продажи. Заместитель госсекретаря Гамильтон и сэр Джозеф Бэнкс — глава попечительского совета — были против покупки египетских экспонатов, считая их малоинтересными для публики и дорогими. Скандал с «Мраморами Элгина» (которые обошлись музею в 35 000 фунтов) также делал попечителей осторожными и внимательными к этической стороне дела. Между тем, Солт и не скрывал, что собирается в первую очередь заработать на египетском искусстве. За алебастровый саркофаг Сети, доставленный Бельцони, он хотел получить 3000—4000 фунтов (порядка 251 000—335 000 фунтов стерлингов в ценах 2018 года). После кончины Бэнкса, враждебно настроенного к археологам, переговоры пошли в нужном для Солта ключе. В августе 1821 года фрегат «Диана» доставил саркофаг из Александрии. В этот момент Бельцони, озабоченный соблюдением своих прав, появился у Солта и напомнил об их давнем соглашении: если стоимость продажи превысит 2000 фунтов, сумма делится пополам.
Главный конфликт, впрочем, разразился из-за того, что Солт настаивал на немедленном помещении саркофага в Британский музей (неважно, будет ли он куплен или нет), а Бельцони до продажи хотел установить экспонат на своей египетской выставке, которая всё ещё приносила прибыль. 28 сентября 1821 года итальянцу было официально отказано, и саркофаг был доставлен в музей. В декабре попечительский совет собрался для выяснения истинного владельца артефакта, но не пришёл к единому мнению. В самом начале 1822 года Бельцони написал Солту, напоминая, что является первооткрывателем саркофага, и в Британском музее находится красная гранитная крышка другого саркофага, который законно принадлежит ему. В конце апреля 1822 года выставка в Египетском зале закрылась, и Бельцони начал переговоры о продаже своего собрания. Из Падуи приехал брат Франческо, для которого Джованни Баттиста хотел купить в Италии поместье не дороже 20 000 лир; была также идея перенести выставку в Париж или подобный крупный город.
Неизвестно, при каких обстоятельствах Бельцони получил приглашение в Санкт-Петербург, куда также пытался пристроить свою коллекцию. 6 апреля 1822 года он писал Мюррею, что подхватил в российской столице сильнейшую лихорадку, «которая почти привела его к вратам Царства Небесного», но оправился. После выздоровления Бельцони получил частную аудиенцию у императора Александра I, на которой был удостоен кольца с 12-ю бриллиантами. Через Финляндию и Швецию он добрался до Копенгагена, и в середине мая вернулся в Лондон. 8 июня 1822 года прошёл первый аукцион египетских древностей Бельцони, подготовкой которого занимался Франческо. Проходил он всё в том же Египетском зале и принёс устроителю 2000 фунтов (167 500 в ценах 2018 года). На аукционе присутствовал Джон Соун, который глубоко заинтересовался древностями, и купил в тот раз часть находок в оазисе Бахария. Оставшаяся непроданной голова Сехмет из чёрного гранита украшает ныне крыльцо штаб-квартиры Sotheby's на Бонд-стрит.
В октябре агент Солта Бингем Ричардс пригласил Бельцони на заседание попечительского совета Британского музея, на котором было принято постановление, что саркофаг является собственностью музея ещё от его находки в 1819 году. Джованни Баттиста приехал из Парижа, где организовывал свою выставку. Она открылась на Итальянском бульваре 10 декабря 1822 года под названием «Египетская гробница». Бельцони открыл выставку в момент, когда египтомания набирала обороты, а король Людовик XVIII отказался купить коллекцию Дроветти и она досталась Туринскому музею. Братья Бельцони улучшили освещение и обновили стенные росписи. Вход стоил 2 франка, и 1 франк за 20-страничный каталог. Его автором был некий «Л. Юбер», и, по мнению Гермины Хартлебен, под этим псевдонимом выступил Жан-Франсуа Шампольон, который 27 сентября того же года впервые обнародовал дешифровку письменности древних египтян. Шампольон также просил Бельцони сопровождать его в будущей экспедиции в Египет, которая, однако, состоялась только в 1829 году, когда путешественника давно не было в живых. Парижский успех — в том числе и финансовый — имел и другое следствие: в письме Бингему Ричардсу от 31 декабря 1822 года, Джованни Баттиста сообщал, что желает покинуть Англию, если не навсегда, то на длительный срок. Оказалось, однако, что это последний его Новый год.

## Последнее путешествие
По мнению Марко Дзаттерина, существовало, по крайней мере, четыре причины, по которым Бельцони затеял грандиозное путешествие в Африку. Во-первых, он полагал, что недостаточно признан британским обществом, во-вторых, его унижала история с Британским музеем. Помноженная на его честолюбие, она побудила Джованни Баттисту в очередной раз доказать, что он может стать героем дня. Цель была подсказана в своё время Иоганном Буркхардтом, который хотел достигнуть Тимбукту с его книгохранилищами. Немалую роль играл и финансовый стимул: ещё в 1816 году британское правительство установило награду для исследователя, первым достигшего истоков Нигера.
Бельцони думал пробираться в Тимбукту северным маршрутом из Марокко, возможно, основываясь на сообщениях американца Роберта Адамса, чью книгу опубликовал в 1816 году Мюррей. В феврале 1823 года Джованни Баттиста передал управление своей выставкой в руки Джеймса Кёртина, который успел побывать в Эфиопии, и собирался демонстрировать её в Дании и России. Далее Бельцони неожиданно продал гранитную крышку саркофага Музею Фицуильяма в Оксфорде, возможно, по рекомендации преподобного Джорджа Адама Брауна — секретаря герцога Сассекса и видного масона. Получив через генерального консула в Танжере разрешение на поездку по Марокко, в июне Бельцони прибыл в Гибралтар. Неизвестно, сопровождала ли его Сара. В этом городе Бельцони составил завещание, по которому все свои активы — как текущие, так и будущие — делил на три части. Первая полагалась матери Терезе Бельцони, а если после её кончины останутся средства, они переходили племяннице — единственной дочери покойного брата Антонио, тоже Терезе. Вторая часть активов переходила жене — Саре Бельцони, с правом свободного распоряжения ими. Наконец, третья часть переходила брату Доменико Бельцони и его потомству. Брат Франческо не упоминался: к тому времени Джованни Баттиста испортил с ним отношения, вероятно, на финансовой почве.
В Марокко Бельцони отплыл на 12-пушечном бриге «Свингер» под командованием капитана Филмора, который был рад помочь знаменитому путешественнику, через Мадейру и Тенерифе. Из Феса и Тафилета он должен был двинуться через Атласские горы. 4 августа 1823 года Бельцони был представлен султану Марокко и удостоился милостивого приёма, тем более, что один из приближённых монарха виделся с падуанцем в Каире. Далее бриг двинулся вдоль побережья Западной Африки, и 15 октября Бельцони высадили в 80 километрах от Аккры. Только 22 ноября он смог двинуться на север до Бенин-Сити, рассчитывая добраться до Хаусы. 24-го, добравшись до Уготона, он испытал сильнейший приступ дизентерии, после чего его положили в носилки — он не в состоянии был передвигаться. 26 в Бенине Бельцони пытался лечиться опиумом и касторовым маслом, не желая пить отвар гуавы местного знахаря, и сильно ослабел. 28 ноября его навестил Ходжсон — капитан брига «Провиденс», взялся доставить на берег моря, в надежде, что морской воздух облегчит страдания больного. В прощальных распоряжениях Бельцони писал, что не надеется выжить, и велел оставшиеся у него 350 фунтов стерлингов и бриллиантовое кольцо, подаренное русским царём, передать Саре. Падуанец тихо скончался незадолго до трёх пополудни 3 декабря 1823 года, и был немедленно похоронен под сенью ближайшего дерева. Плотник прибил деревянную табличку с датой кончины Бельцони, однако 40 лет спустя Ричард Бёртон не нашёл ни малейших её следов; лишь самые глубокие старцы помнили итальянца с окладистой бородой. Дневник Бельцони отправился в Европу вместе с капитаном судна «Кастор», но никаких следов его так и не обнаружено.

## Судьба Сары Бельцони
Известия о кончине Джованни Бельцони достигли Лондона только через пять месяцев. «Таймс» сообщала, что выставка в Париже потеряла популярность, и миссис Бельцони предполагала продать экспонаты во Франции, а если не выйдет — переместить гробницу в Эдинбург или Дублин. Весной 1825 года она попыталась вновь открыть выставку в Лондоне на Лестер-сквер (экспонаты помог смонтировать Джеймс Кёртин), но к тому времени была очень велика конкуренция — повсеместно открывались «Диорамы» и «Косморамы». 18 ноября того же года выставка «Египетская гробница» была конфискована за долги. Вероятно, все средства Бельцони ушли на его экспедицию, и наследникам почти ничего не осталось. В июле 1827 года матери Бельцони городскими властями Падуи была пожалована пенсия в 500 лир, но, скорее всего, она не дожила до начала выплат. В том же году был открыт медальон Джованни Бельцони в Палаццо делла Раджоне. Бёртон, когда был британским консулом в Триесте, видел в Падуе гипсовую модель статуи Бельцони в полный рост, но её так и не перевели в бронзу или мрамор. Алебастровый саркофаг Сети I в конце концов купил Соун для своего музея; Солт получил 2000 фунтов, братья и вдова Бельцони — ни пенни; однако Сару пригласили на торжественное открытие выставки. Председательствовал на ней герцог Сассекский. После окончательного разорения Сары, друзья, и в первую очередь — Мюррей — смогли собрать около 200 фунтов на спасение вдовы.
Дальнейшая судьба Сары Бельцони известна лишь благодаря эпизодическим упоминаниям. Около 1833 года она переехала в Брюссель, и прожила там много лет. Её переписка с писательницей Сидни Леди Морган от 1833 года была опубликована тридцать лет спустя столь небрежно, что оказалось, что Сара побывала в Иерусалиме в 1808 году, а в Каире — в 1837-м (соответственно, должны быть 1818 и 1817-й годы). Позднее Леди Морган навестила Сару Бельцони, и обнаружила, что та обитает в брюссельском пригороде в комнатке под самой крышей; вдова не расставалась с изрядно потёртой траурной накидкой, а свою спальню делила с мумией «жрицы», покоящейся в саркофаге с иероглифами. Эту мумию — последнюю, доставшуюся ей от Бельцони, — в 1844 году она продала Королевскому бельгийскому музею за 400 бельгийских франков. В 1849 году она познакомилась с медиком Вайсом, будущим видным масонским деятелем, который обратил на её судьбу внимание Великого мастера Ирландии; часть материалов, оставшихся от Бельцони, были опубликованы в 1880-е годы в «Масонском журнале». Благодаря хлопотам Диккенса и некоторых друзей, лорд Пальмерстон в 1851 году присудил Саре небольшую пенсию (100 фунтов стерлингов в год), выплачиваемую из цивильного листа. Скончалась она в возрасте 87 лет на острове Джерси. После кончины всё имущество унаследовала её крестница Селина Бельцони Такер, которая передала в Британский музей золотую медаль, отчеканенную в 1821 году в честь падуанца.

## Память. Историография
Немецкий журналист и деятель шоу-бизнеса Петер Элебрахт, автор книги «Трагедия пирамид» о разграблении египетских археологических памятников, был крайне враждебно настроен почти ко всем ранним исследователям Древнего Египта. Только для Бельцони было сделано исключение: «Он был одним из самых известных, не знавших удержу авантюристов, которым прощается почти всё». Бельцони умер ещё до дешифровки египетских иероглифов и превращения египтологии в полноценную научную дисциплину. По словам Стэнли Мейеса, современники проявили к его действиям искренний интерес, в Англии его почитали как бесстрашного путешественника, преданного интересам Британской империи, несмотря на иностранное происхождение. Вальтер Скотт считал его «самым красивым гигантом», которого видел в своей жизни, а Диккенс отметил, что у него была не только «ясная голова», но и «крепость сердца», позволявшая реализовывать самые сложные замыслы. Ричард Бёртон, безуспешно пытаясь найти его могилу, характеризовал его как «наделённого силой Геркулеса, красотой равного Аполлону». Говард Картер называл Бельцони «одним из самых замечательных деятелей во всей истории египтологии». Итальянский биограф — Марко Дзаттерин — отмечал, что до путешествия Бельцони египтология была экзотикой, занятием отважных путешественников отдалённого и недавнего прошлого; после его выставок она превратилась в надёжное средство познания истории. Бельцони тем самым сделался эталонным археологом «героической эпохи».
Достаточно быстро археолог-шоумен оказался забыт, хотя сохранились афиши египетской выставки в Бате 1842 года, на которых ещё значилось его имя. Столетний юбилей Бельцони вызвал известную реакцию на его родине в Италии, однако Камилло Манфрони констатировал, что труд составления биографии Бельцони должен взять на себя профессионал-египтолог, имеющий доступ к коллекциям Британского музея. С. Мейес отмечал, что даже статьи в Национальном биографическом словаре и Британской энциклопедии были полны ошибок и неточностей. Итальянское издание «Путешествий» Бельцони впервые вышло в 1825 году в Милане (в переводе с французского языка), до 1831 года вышло две его перепечатки — в Ливорно и Неаполе, после чего и на родине Бельцони настало забвение. Анонсированное в 1941 году научное итальянское издание отчёта Бельцони из-за войны так и не вышло; очередное переиздание было опубликовано в 1960 году в Падуе ограниченным тиражом. 200-летие со дня рождения Бельцони также ничем и нигде не было отмечено.
Новый этап в историографии Бельцони открылся в 1930 году: Эгидио Беллорини опубликовал популярную книгу «Джован Баттиста и его путешествия по Африке». В 1936 году в Падуе вышел капитальный труд Giovan Battista Belzoni alla luce di nuovi documenti под редакцией Луиджи Гауденцио, что дополнилось печатанием журналов и переписки современников Бельцони, особенно Бернардино Дроветти. Несколько книг, посвящённых Бельцони, вышли в 1950-е годы, из которых самой популярной оказалась биография С. Мейеса, которая переиздаётся и в XXI веке. Во второй половине 1980 — начале 1990-х годов в Падуе вышли три биографии Бельцони (Луиджи Монтоббио, Джанлуиджи Перетти, Габриэле Росси Осмида), но их тираж был невелик, и они получили только локальное распространение. Если в популярных биографиях делается упор на достижения Бельцони как полевого исследователя и человека, который сумел подняться из социальных низов и сделать примечательную карьеру, то профессиональные археологи и египтологи склонны скептически относиться к его наследию. Специалист по археологии Африки и антрополог Брайан Фейган в статье для «Оксфордского руководства по археологии» прямо именует Бельцони «грабителем гробниц, оставившим для потомков примечательную коллекцию египетских древностей». Ещё в 1973 году, под впечатлением спасения храмов Абу-Симбела от затопления при строительстве Асуанской плотины, Б. Фейган опубликовал специальное исследование, посвящённое археологической деятельности Бельцони. Он также констатировал забвение Бельцони, при этом заявляя, что тот «больше, чем кто-либо другой, способствовал пропаганде знания о Древнем Египте и заложил основы современной египтологии». Описывая египетскую выставку в Лондоне, Б. Фейган подчёркивал, что и здесь Бельцони проявил себя, в первую очередь, как шоумен; жаждой известности объяснялось и его последнее путешествие в Африку.
Двойственность в отношении деятельности и наследия Бельцони сохраняется в историографии. Археолог Дональд Райан специально поставил вопрос, кем можно считать Бельцони — археологом или грабителем? В статье для журнала «Библейская археология», Райан подчеркнул, что критики обычно цитируют книгу самого Бельцони, где он спокойно описывал, как взрывал входы в гробницы, уничтожал мумии и разрушал древнеегипетские руины. В сущности, он был довольно типичным деятелем «Нильского разграбления» (rape of the Nile — термин был введён Б. Фейганом). Однако его деятельность не следует отделять от контекста эпохи: в Египте того времени ничего не было известно о великом прошлом страны, не было сформировано национального самосознания. Более того, именно бурная торговля древностями и коллекции, собранные Бельцони и его современниками, стали толчком к развитию научной археологии и египтологии. Если ставить вопрос о компетентности, выясняется, что во всём XIX веке было немного археологов, с которыми можно сравнивать Бельцони. Он исключительно аккуратно фиксировал все находки, и стремился максимально бережно обращаться с памятниками, с которыми соприкасался. П. Элебрахт приводил в пример переписку 1829 года, когда дармштадтский архитектор Фриц Макс Гессемер сообщал своему покровителю Георгу Августу Кестнеру:

Найденная Бельцони гробница в Фивах была одной из лучших; по крайней мере она полностью сохранились и нигде не была повреждена. Теперь же, из-за Шампольона, лучшие вещи в ней уничтожены. Прекрасные, в натуральную величину росписи лежат, разбитые, на земле. Чтобы вырезать одно изображение, решили пожертвовать двумя другими. Но разрезать камень оказалось невозможным, и всё было испорчено. Из-за тщеславного намерения перевезти эти удивительные работы в Париж они теперь навсегда уничтожены. Однако неудачного опыта оказалось недостаточно; тот, кто видел эту гробницу прежде, не может теперь узнать её. Я был до крайности возмущён, когда увидел такое святотатство.

Англо-американский специалист по исторической археологии Айвор Ноэль Хьюм, опубликовавший в 2011 году биографию падуанца, отмечал, что Бельцони нельзя считать археологом в полном смысле слова, ибо «где нет интерпретации, нет археологии». Тем не менее, с современных позиций, намного хуже была деятельность попечителей Британского музея, которые сами никогда не были в Египте, и оценивали научное или ценностное значение коллекций Солта или Дроветти, исходя из собственных вкусов, сформированных классическим образованием. Поэтому Бельцони, который в начале своей карьеры ничем не выделялся из круга обычных кладокопателей — охотников за сокровищами, постепенно возвышался над общим уровнем и готовил почву для последующих исследователей. Однако в XXI веке ему, несомненно, не удалось бы сделать карьеру археолога.
После более чем векового перерыва выставка фиванских находок Бельцони прошла в 1930-е годы в Брюсселе. К 200-летию Бельцони в Городском музее Падуи были оформлены два выставочных зала, но значительная часть экспонируемых египетских древностей были переданы из Египетского музея в Турине, куда попали из коллекции Дроветти. В 2007 году выставка, посвящённая Бельцони, была проведена Археологическим музеем Болоньи. Общество Бельцони существует на Аляске и включено в Ассоциацию антропологов этого штата.
В 2005 году телеканал BBC One поставил докудраму «Египет: Вновь открытый утраченный мир»; отдельная часть в двух сериях была посвящена «Великому Бельцони». В роли Джованни Бельцони — Мэтью Келли.

## Отчёт Бельцони и его адаптация
- Belzoni G. Narrative of the operations and recent discoveries within the pyramids, temples, tombs, and excavations, in Egypt and Nubia; and of a journey to the coast of the Red Sea, in search of the ancient Berenice, and of another to the oasis of Jupiter Ammon :  [англ.]. — London : J. Murray, 1820. — xix, 483 p.
Belzoni's travels : narrative of the operations and recent discoveries in Egypt and Nubia by Giovanni Belzoni / edited by Alberto Siliotti. — London : British Museum Press, 2001. — 336 p. — ISBN 0-7141-1940-7.
- Atkins S. Fruits of enterprize exhibited in the travels of Belzoni in Egypt and Nubia : interspersed with the observations of a mother to her children. — London : Printed for Harris and Son, 1821. — 297 p.